# ブルガリア

ブルガリア共和国
Република България

国の標語：Съединението прави силата
（ブルガリア語: 団結は力なり）
国歌：Мила Родино（ブルガリア語）
"愛しき祖国"

ブルガリア共和国（ブルガリアきょうわこく）、通称ブルガリアは、東南ヨーロッパに位置する共和制国家。バルカン半島に位置し北にルーマニア、西にセルビア、北マケドニア、南にギリシャ、トルコと隣接し、東は黒海に面している。首都はソフィア。

## 概要
ブルガリアで最も古い文化の一つは、カラノヴォ文化（紀元前6,500年）である。紀元前6世紀から3世紀にかけて、この地域は古代トラキア人、ペルシャ人、ケルト人、マケドニア人の戦場となった。紀元前45年にローマ帝国が当該地域を征服し安定するもローマ国家が分裂した後、同地域では部族の侵略が再開された。
6世紀頃、これらの領土には最初期のスラヴ人が定住した。アスパルフ率いるブルガール人は古代ブルガリアの地から攻撃し、7世紀後半にはバルカン半島へ永住した。彼らは第一次ブルガリア帝国を建国し、紀元681年にビザンティン帝国によって条約締結で勝利を収めて承認された。この帝国はバルカン半島のほとんどを支配し、キリル文字を開発してスラヴ文化に大きな影響を与えた。また、第一ブルガリア帝国は11世紀初頭にビザンティン皇帝バシレイオス2世に征服され解体されるまで存続した。1185年のブルガリア反乱の成功により第二ブルガリア帝国が樹立され、イヴァン・アセン2世（1218年 - 1241年）の統治下で最盛期を迎えた。数々の消耗戦と封建主義の争いの後、同帝国は崩壊し、1396年には ほぼ5世紀に亘ってオスマン帝国の支配下に入った。
1877年から1878年の露土戦争の結果、3番目かつ現在のブルガリア国家が誕生し、1908年にオスマン帝国からの独立を宣言した。多くのブルガリア民族が新国家の国境の外に取り残されたため、領土回復主義の感情が高まり、近隣諸国との数々の紛争や、両世界大戦でのドイツとの同盟に繋がった。1946年、ブルガリアはソビエト連邦主導の東側諸国の傘下に入り、社会主義国家となった。与党の共産党は1989年の革命後に権力の独占を放棄し、複数政党制の選挙を認めた。その後、ブルガリアは民主主義と市場経済へと移行して現在へと至っている。なお、同国は1991年に民主的な憲法を採択して以来、28の州からなる単一議会制共和国であり、政治、行政、経済の中央集権化が進んでいる。
ブルガリアは高所得経済を誇示している国の一国に挙げられている。その市場経済は欧州単一市場の一部であり、主に商業を基盤としており、工業（特に機械製造と鉱業）と農業がそれに続く形で自国の経済を形成している。一方で人口危機に直面しており、国内人口は1989年に900万人で最高潮を迎え、その後 2024年時点で640万人未満に減少している。
ブルガリアは、欧州連合（EU）、シェンゲン協定、北大西洋条約機構（NATO）、欧州評議会（CoE）の加盟国となっている。また、 欧州安全保障協力機構（OSCE）の創設メンバーの1国でもあり、国際連合安全保障理事会（UNSC）の議席を3回獲得した実績を持ち合わせている。

## 国名
正式名称はブルガリア語で Република България   。ラテン文字転写: Republika Bŭlgarija。通称 България ([bɐɫˈɡarijɐ])
公式の英語表記は Republic of Bulgaria。通称 Bulgaria [bʌlˈɡɛəriə] ( 音声ファイル)。
日本語の表記はブルガリア共和国。通称ブルガリア。漢字表記は勃牙利で、勃と略される。

## 歴史
トラキアで紀元前4000年ごろのものと思われる黄金製品の遺物を多数持つ遺跡群が確認されており、考古学者の間で新しい「文明」なのではないかと論じられている。
7世紀までは東ローマ帝国領。5世紀以降、スラヴ人が侵入し、次いでテュルク系の遊牧民族ブルガール人が侵攻して征服。スラヴ人を支配下に置き、680年ごろ東ローマ帝国に支配を認めさせて、ブルガリア（ブルガール人の国）を建国した（第一次ブルガリア帝国）。ブルガール人はスラヴ人より人数が圧倒的に少なかったために10世紀までにスラヴ人と混血・同化し、現在のブルガリア人が形作られた。
第一次ブルガリア帝国は、11世紀に東ローマ帝国に滅ぼされ、再び東ローマ帝国領となるが、12世紀末に再び独立した（第二次ブルガリア帝国）。
しかし、第二次ブルガリア帝国は1242年のモンゴル人の侵攻によって打撃を受けて衰退し、1393年にオスマン帝国に滅ぼされた。以後、485年間もの長きにわたるオスマン帝国の支配下に置かれた。この結果、現在に至るブルガリアの言語、風俗などに多大な影響を及ぼしている。

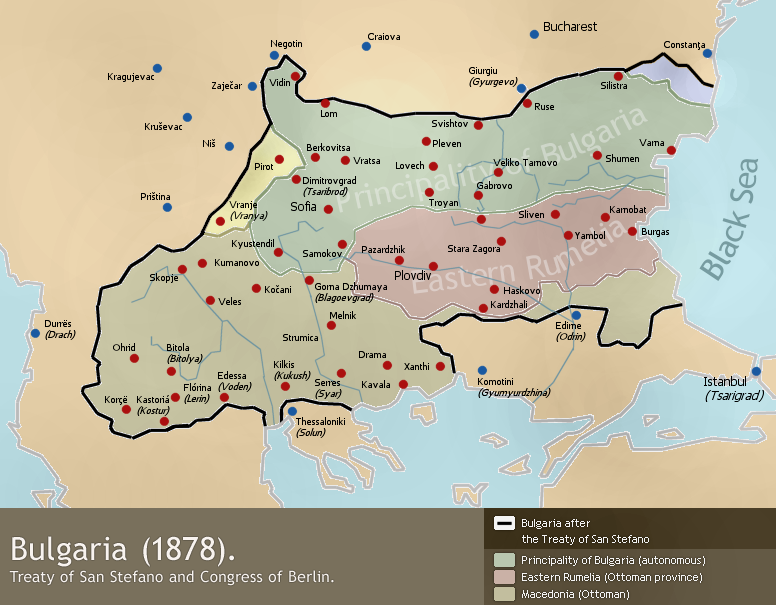
縮小される前のブルガリア公国

1878年、露土戦争に敗北したオスマン帝国がサン・ステファノ条約を受け入れたため、ブルガリアは自治公国（ブルガリア公国）として独立した。しかしながら、ブルガリア公国が事実上ロシアの保護国であったことと、領土がエーゲ海まで伸張したことがロシアの南下政策を容易にさせることに対し、イギリスやオーストリア＝ハンガリー帝国などが懸念を抱いた。そのため、両国らはベルリン条約でブルガリアの領土を縮小してロシアの南下政策を牽制し、ロシアの政治的影響を弱めさせた。しかし、ブルガリアは1885年にオスマン帝国領として残っていた東ルメリ自治州を併合して領土を拡大することに成功した。
1908年、オスマン帝国で青年トルコ人革命が勃発したことに乗じて、ブルガリアは独立を宣言した。その後、1909年に国際的に完全な独立を承認され、ブルガリア王国が成立した。ブルガリアの君主として当初はバッテンベルク家、後にはザクセン＝コーブルク＝ゴータ家とドイツ諸侯が迎えられた。
1912年、ギリシャ、セルビア、モンテネグロとバルカン同盟を結びオスマン帝国とバルカン戦争（第一次）を戦う。1913年、その後、獲得した領土の取り分からセルビア、ギリシャと対立。第二次バルカン戦争を行い敗北する。第二次バルカン戦争では、ルーマニア、モンテネグロ、オスマン帝国もブルガリアと対立。孤立無援であった。
1915年、第一次世界大戦ではドイツ、オーストリア側の中央同盟国側に参戦した。ブルガリアの賠償問題はヤング案でも途上であった。
1941年、ナチス・ドイツと軍事同盟を締結する。しかしホロコーストには抵抗して本国からの移送を阻止し、枢軸国勢力下では戦中期にユダヤ人の人口を増加させた唯一の国でもあった。
1944年にはソ連の侵攻を受け、1946年には王政が廃止され共和制が成立し、ソ連の衛星国家となる（ブルガリア人民共和国）。
1989年に共産党政権が崩壊し、2001年には元国王のシメオン・サクスコブルクゴツキが首相に就任した。
1955年から1991年までワルシャワ条約機構に加盟していたが、ソ連崩壊ののち、2004年に北大西洋条約機構に加盟した。
2007年1月1日に欧州連合 (EU) に加盟した。加盟に際しては、改革が不十分であるとして、欧州理事会によって再審査されたが、加盟後も改革を続行するとして承認された。しかし、加盟時にはEU最貧国であり、加盟後には若年労働者や知識層が高収入を求めて西欧へ流出することが危惧され、ブルガリアの国力低下と共に、低賃金労働力が流入する西欧諸国との軋轢が拡大することが懸念されたが、後述のように西側企業のアウトソーシングにより国内のIT産業が活性化した。
2020年、世界を混乱に陥れた新型コロナウイルスはブルガリア国内においても感染が拡大した。同年末までに2回のロックダウンが実施された。2回目は12月21日までとされたが、2021年1月末までに延長された。ロックダウンにより一部例外はあるものの、教育機関で対面式の授業の中止やレストラン、スポーツ施設、小売店の閉鎖、娯楽施設の閉鎖などが行われた。

## 政治

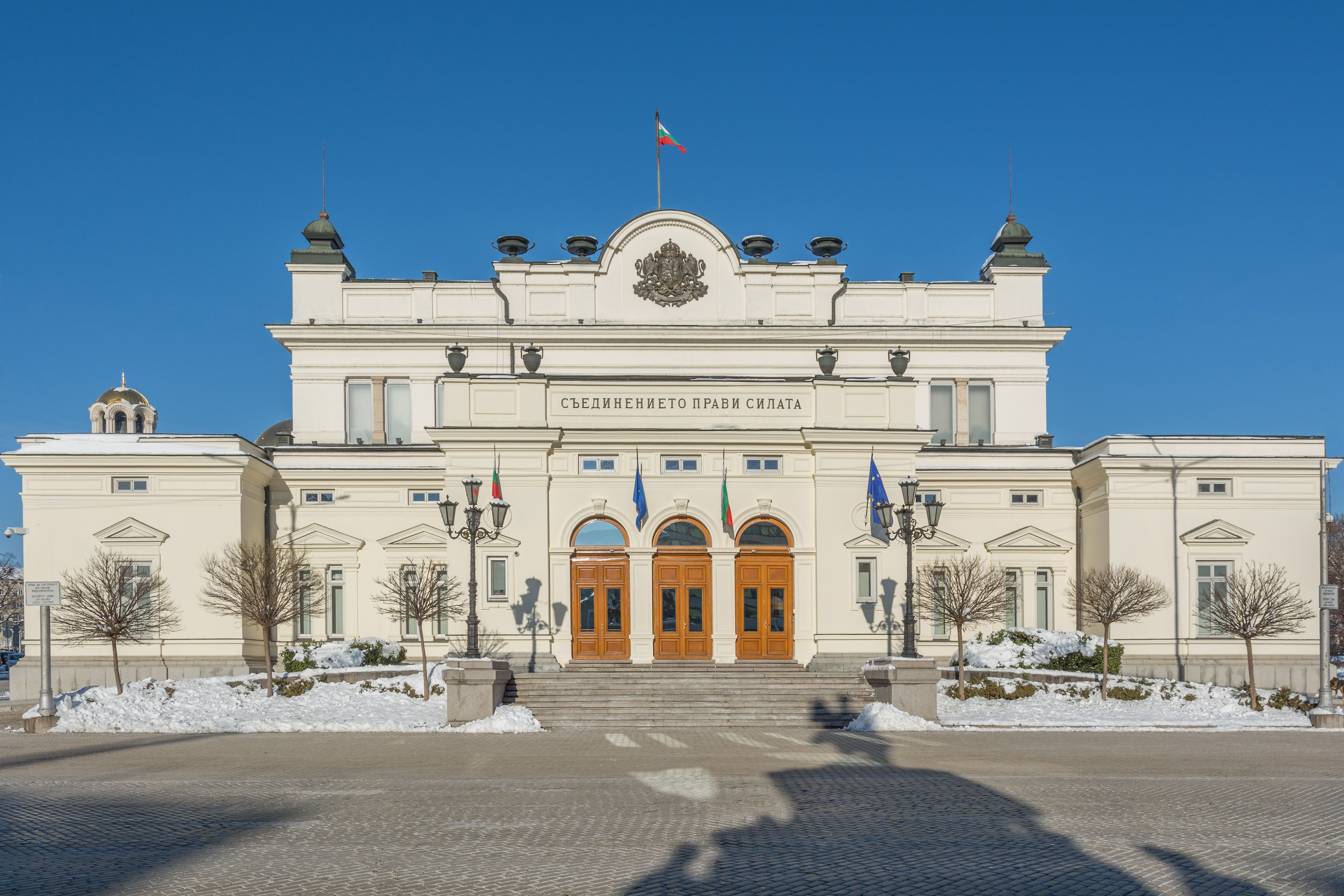
国民議会（ソフィア）

ブルガリアの政体は共和制である。

### 行政
国家元首は大統領である。大統領は一期5年の任期で、国民の直接投票によって選ばれ、2期まで再選可能である。大統領は国家元首であるとともに、軍の最高司令官、国家安全諮問会議の議長も兼ねる。大統領は法案の更なる審議の為に議会で可決された法案でも差し戻して再審議させることができるが、議会は多数の賛成により大統領の法案拒否を覆すことができる。2017年1月に親ロシア派とされるルメン・ラデフが大統領となり、2021年の選挙で再選された。

### 立法
国民議会 (Народно събрание, Narodno Sabranie) は一院制の立法府で、任期4年の240名の議員から成る。投票は、政党と国内28州それぞれに割り当てられた候補者のリストから投票される。政党が議席を獲得するためには最小で4%の得票率を得る必要がある。議会は法律の制定、首相および他の大臣の選出、予算、軍隊の配備、国際条約の批准の承認などを行う。

### 政党
ブルガリアは複数政党制を採用・導入している国の一つに数え上げられている。同国では現在、7つの政党が主体となっている。

### 司法
司法権は最高裁判所に属している。

### 政情
旧ソビエト連邦衛星国として、ブルガリア共産党幹部・親族がモスクワ留学していたなどロシアとの文化的・歴史的結び付きが強く、社会主義国時代は東欧諸国中随一の親ソ国であった。1989年最高指導者として35年の長きに渡り君臨した党書記長トドル・ジフコフが辞任、ブルガリア共産党独裁体制が終焉し、共産党はブルガリア社会党と改名した。1991年7月に東欧諸国では初の民主的な新憲法を採択。選挙を実施し、民主制への移行を果たした。しかしその選挙で社会党が大勝したこともあり、他の東欧諸国が共産党・幹部党員を清算したのに対して、ブルガリアでは未だ共産党人脈は清算されずに国内に影響力を保持しているとの批判がある。
民主化以降、政権は社会党と民主勢力同盟（中道右派）が交互に政権に就いたが、いずれも経済政策などの失敗から短命に終わった。2001年6月、「シメオン2世国民運動」が第1党となり、元国王シメオン2世（シメオン・サクスコブルクゴツキ）を首班とする連立内閣を樹立し、NATO加盟実現、EU加盟条約署名といった外交上の成果をあげた。2005年6月、社会党党首を首班とする大連立内閣「ブルガリアのための連合」が発足。雇用の増大、高い経済成長などの成果を得た。
2009年7月、ボイコ・ボリソフを首班とする新興右派「ヨーロッパ発展のためのブルガリア市民（GERB）」が単独少数与党内閣を発足。汚職・組織犯罪対策などにおいて一定の評価を得た。以降、連立第2次内閣、単独第3次内閣とボリソフ政権が継続。2021年4月、第一党となった新連合「変革を継続する」を中心とする反GERB新連立内閣が発足し、キリル・ペトコフが首相に就任した。しかし以降、政局は安定せず短命政権や暫定政権の樹立と総選挙を繰り返しており、2024年10月総選挙が2021年4月から数えて3年間で7度目の総選挙となる。

## 国際関係

### 日本との関係

#### 駐日ブルガリア大使館
- 住所：東京都渋谷区代々木5-36-3
- アクセス：小田急小田原線 代々木八幡駅・参宮橋駅下車、徒歩約10分 または 東京メトロ千代田線 代々木公園駅下車、徒歩約10分

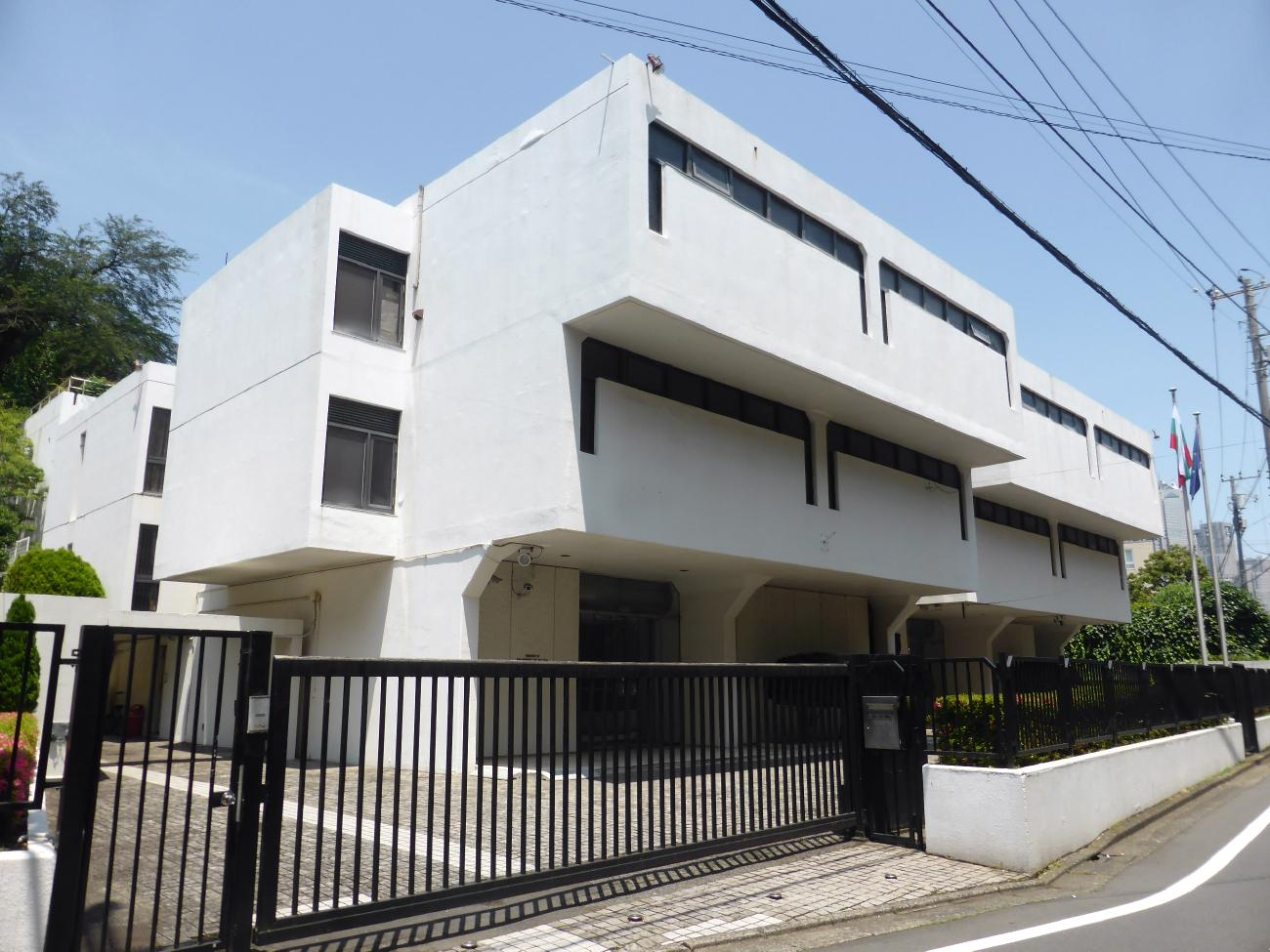
ブルガリア大使館全景
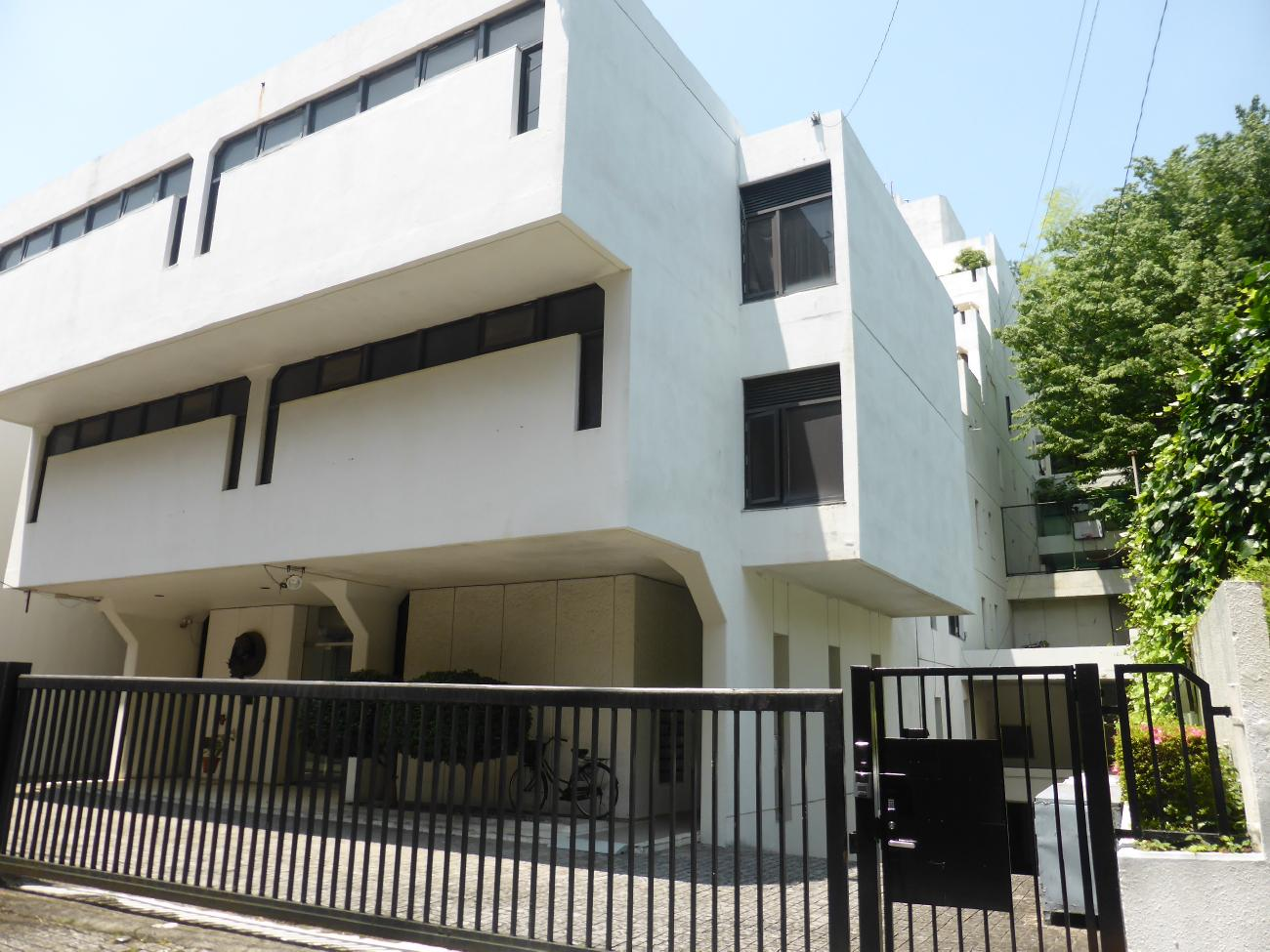
ブルガリア大使館側面
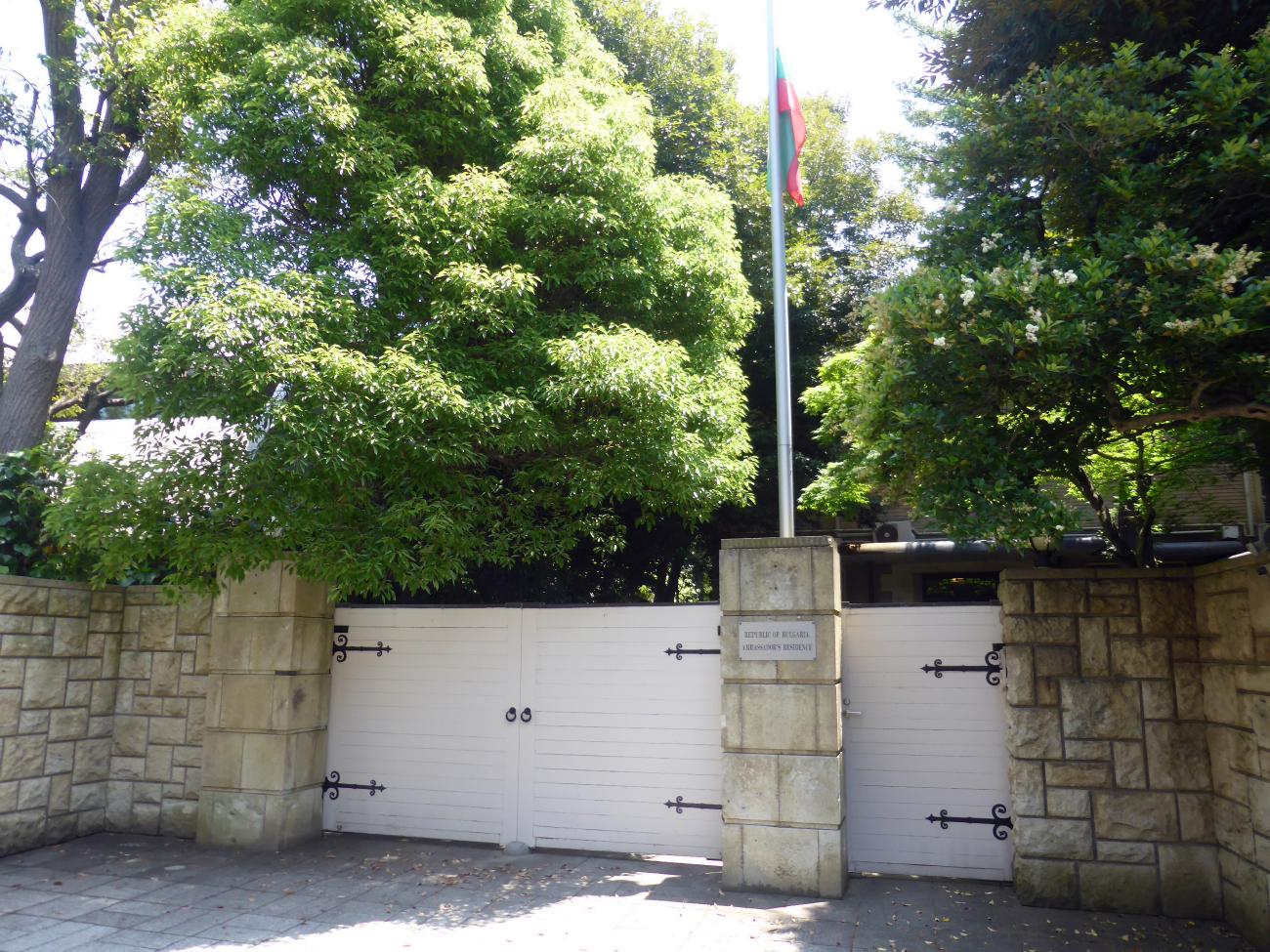
ブルガリア大使公邸
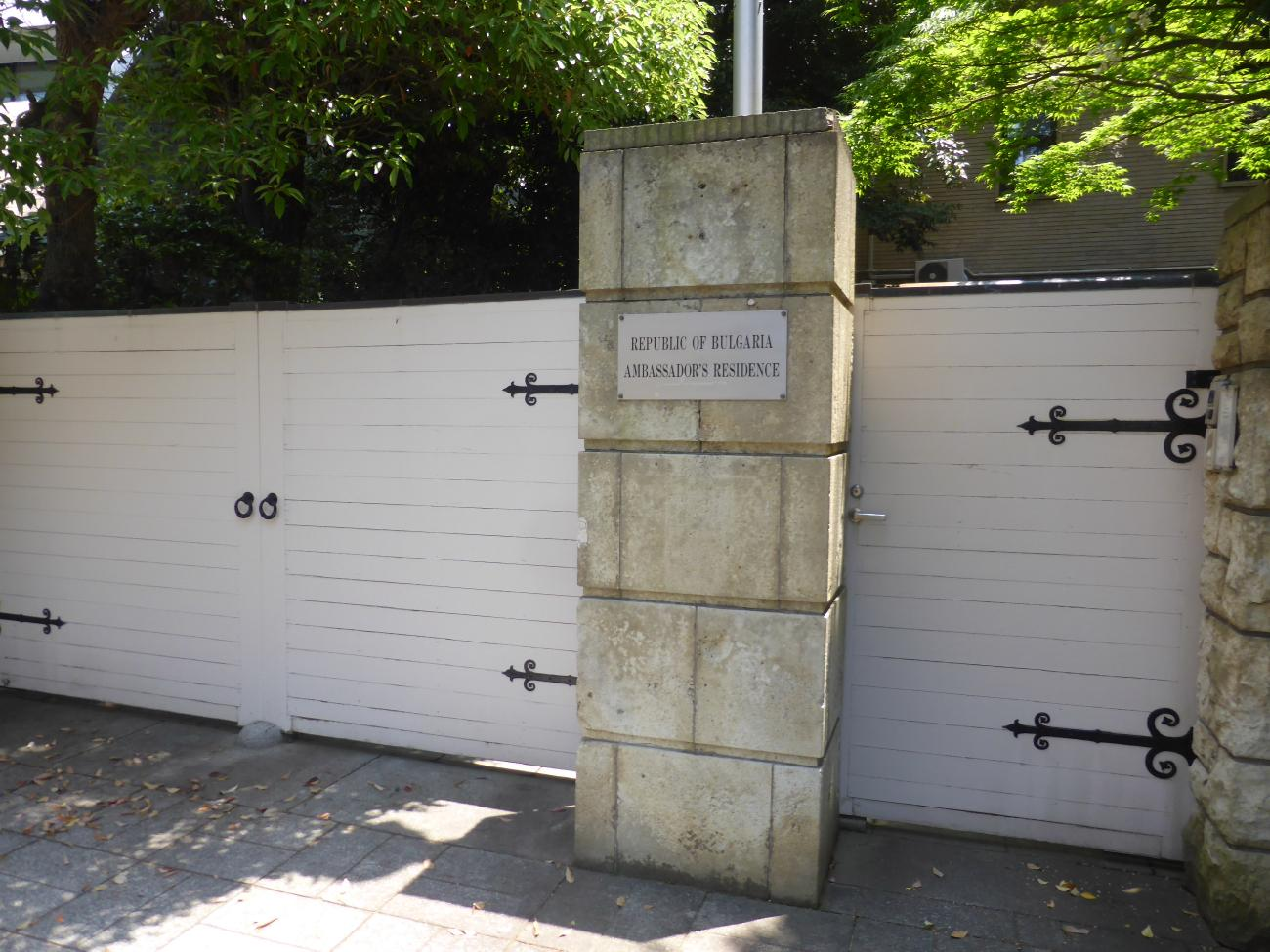
ブルガリア大使公邸表札

## 軍事

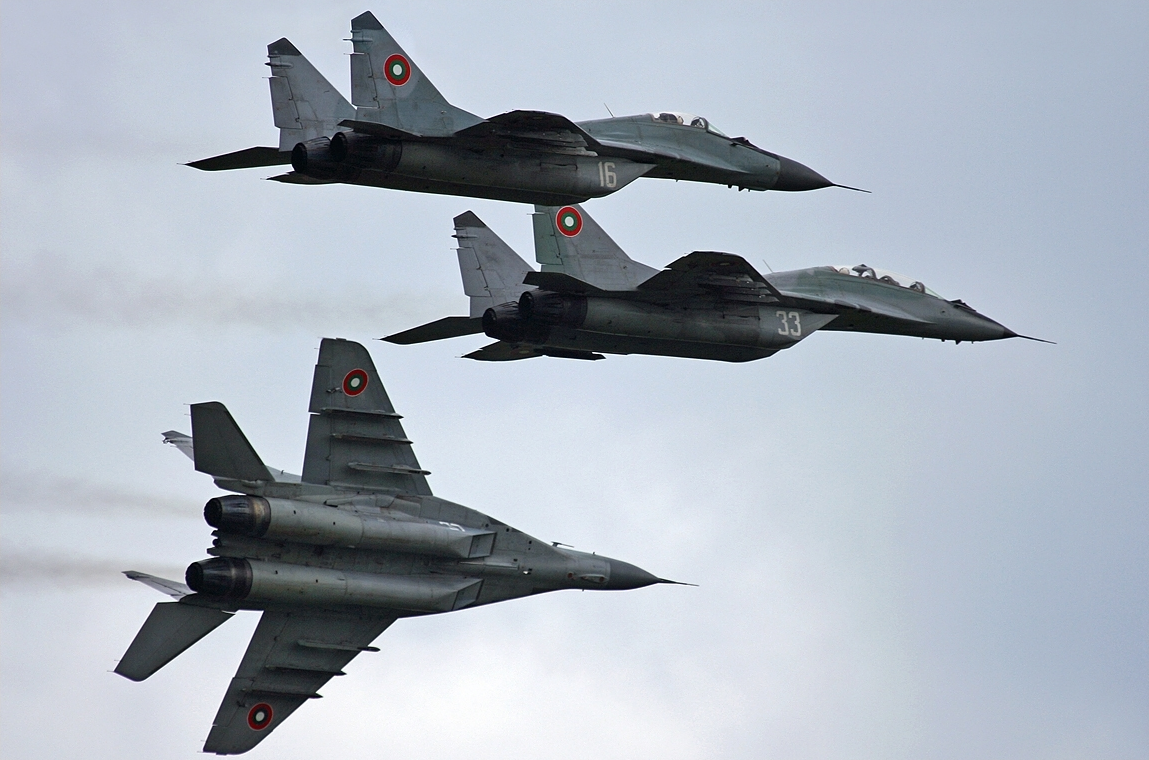
ブルガリア空軍のMiG-29戦闘機

ブルガリア軍はブルガリア陸軍、ブルガリア空軍、ブルガリア海軍の三軍からなる。

## 地理

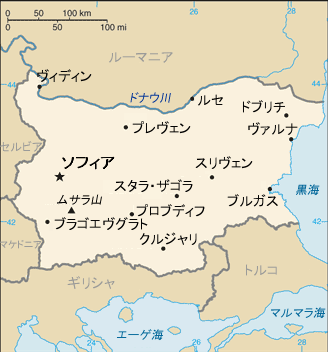
ブルガリアの地図

ブルガリアはトラキア、モエシア、マケドニアなどの古くからの地方で構成されている。国土の3分の1を山岳地帯が占め、バルカン半島の最高峰であるムサラ山（標高2,925m）がある。国土のほぼ中央を東西に走り、バルカン半島の名の由来となったバルカン山脈（スタラ・プラニナ）とスレドナ・ゴラ山脈にはさまれた一帯はバラの谷と呼ばれ、各地にバラ畑が点在し一大生産地となっている。丘陵地帯と平原は、東の黒海沿岸と、ブルガリアの主要河川であるドナウ川に沿っている。またドナウ川はルーマニアとの国境にもなっている。
ブルガリアの気候はバルカン山脈で大きく分けられ、北側は冬は気温が低く多湿で、夏は気温が高く乾燥している。南側は温暖で湿度が高く、ケッペンの気候区分では地中海性気候である。

## 地方行政区分
現行の州制度は1999年に導入されたものである。ブルガリアは全部で28個の州に分けられている。ソフィアはソフィア州とは異なる独自の州である。ソフィア州の州都はソフィアに置かれているが、ソフィア州はソフィアを含まない。
それぞれの州の下には基礎自治体（オプシュティナ）が置かれている。これが事実上の最小の行政単位であり、日本でいうところの市町村に相当する。それぞれの基礎自治体には選挙で選ばれた市長と市議会が設置されている。ソフィアは州全体が一つの基礎自治体である首都自治体（ストリチナ・オプシュティナ）となっている。それ以外の州は複数の基礎自治体によって構成されている。
それぞれの基礎自治体の下には、町や村とよばれる集落がある。これらは独自の議会や行政府を持たない自然村である。ただし、首都自治体と人口の多い町にはその下に区を設置することになっている。これによって、人口30万人以上の町はその下位に区が置かれるものとされ、ソフィア（首都自治体）の他にヴァルナとプロヴディフは区に分けられている。区には選挙で選ばれた区長と区議会が設置される。
| ヴァルナ州             | ヴァルナ                 |
| ヴィディン州           | ヴィディン               |
| ヴェリコ・タルノヴォ州 | ヴェリコ・タルノヴォ     |
| ヴェリコ・タルノヴォ州 | ゴルナ・オリャホヴィツァ |
| ヴェリコ・タルノヴォ州 | スヴィシュトフ           |
| ヴラツァ州             | ヴラツァ                 |
| ガブロヴォ州           | ガブロヴォ               |
| キュステンディル州     | キュステンディル         |
| キュステンディル州     | ドゥプニツァ             |
| クルジャリ州           | クルジャリ               |
| シュメン州             | シュメン                 |
| シリストラ州           | シリストラ               |
| スタラ・ザゴラ州       | スタラ・ザゴラ           |
| スタラ・ザゴラ州       | カザンラク               |
| スモリャン州           | スモリャン               |
| スリヴェン州           | スリヴェン               |
| ソフィア市             | ソフィア                 |
| ソフィア州             | サモコフ                 |
| ソフィア州             | ボテヴグラト             |
| トゥルゴヴィシテ州     | トゥルゴヴィシテ         |
| ドブリチ州             | ドブリチ                 |
| パザルジク州           | パザルジク               |
| ハスコヴォ州           | ハスコヴォ               |
| ハスコヴォ州           | ディミトロヴグラト       |
| ブラゴエヴグラト州     | ブラゴエヴグラト         |
| ブラゴエヴグラト州     | ゴツェ・デルチェフ       |
| ブルガス州             | ブルガス                 |
| プレヴェン州           | プレヴェン               |
| プロヴディフ州         | アセノヴグラト           |
| プロヴディフ州         | プロヴディフ             |
| ペルニク州             | ペルニク                 |
| モンタナ州             | モンタナ                 |
| ヤンボル州             | ヤンボル                 |
| ラズグラト州           | ラズグラト               |
| ルセ州                 | ルセ                     |
| ロヴェチ州             | ロヴェチ                 |
| ロヴェチ州             | トロヤン                 |

## 経済

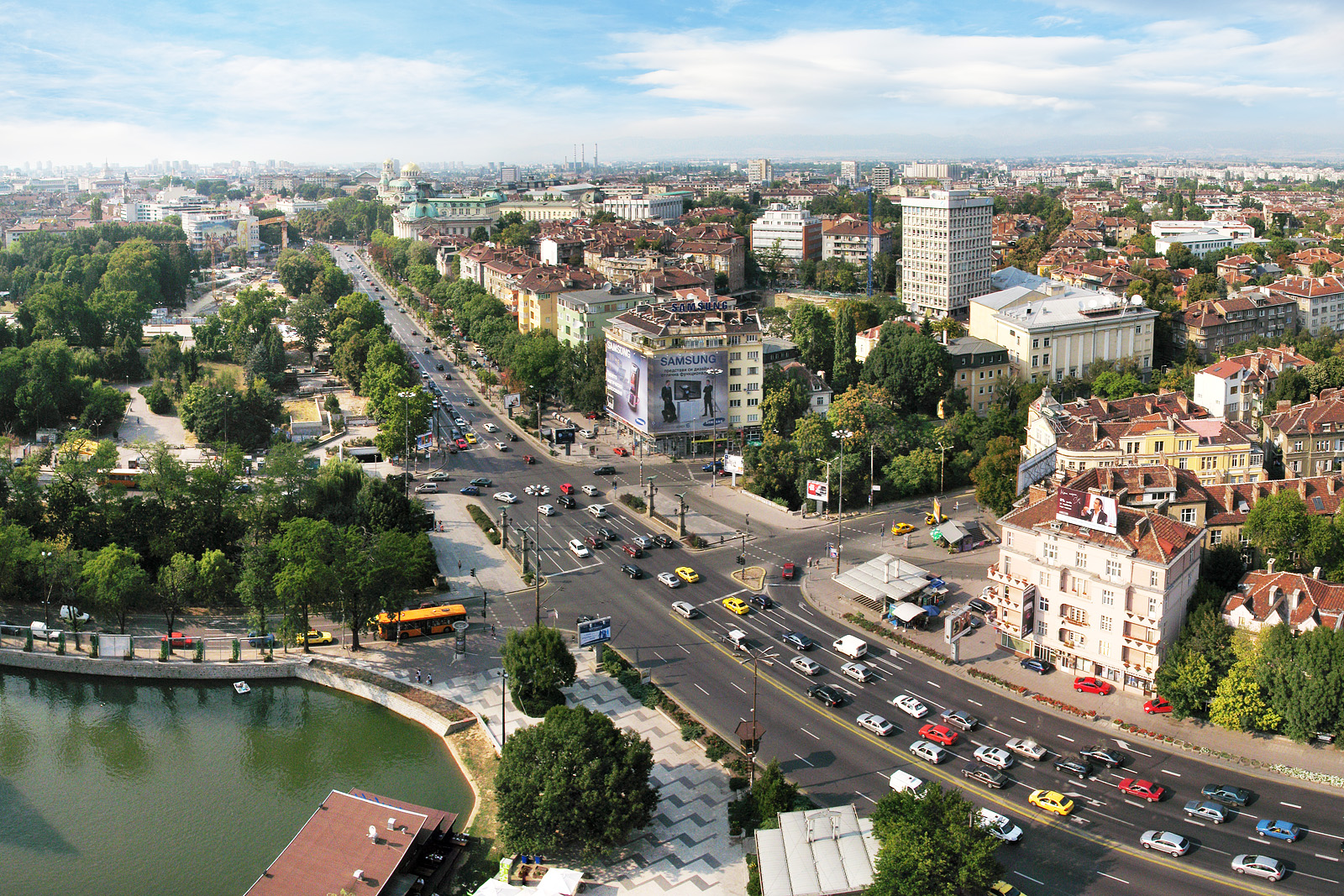
首都ソフィア

ブルガリアの経済は発展途上公開市場経済であり、高所得国の1つとなっている。ブルガリアは比較的工業化が進んでおり、民間部門が適度に発展していて、少数の戦略的国有企業が存在する。
2010年のブルガリアのGDPは約448億ドルであり、日本の青森県とほぼ同じ経済規模である。同国の経済は1989年から劇的に縮小していて、特にソビエト連邦を中心とした東欧の市場を喪失したことは大きな打撃となり、生活水準は1989年以前の約40%にまで落ち込んだ。さらに、ユーゴスラビアに対しての国連の経済制裁は経済に更なる打撃を与えた。エネルギー面はほぼ全面的にロシアに依存している。
しかし1994年には、国内総生産の成長と共にインフレーションを抑制するなど、回復の兆しを見せた。だが1996年には貧弱な経済改革や、不安定な銀行システムにより再び悪化し金融危機に陥った。1997年以来政府は、2007年に向けてマクロ経済の安定と、国内総生産の毎年4-5%台の成長、欧州連合 (EU) への加盟を表明した。
2001年に誕生した政権は、1997年に採用された通貨委員会の保持、企業の民営化の加速、正常な金融政策の実行および構造改革の追求などの経済政策を維持することを約束した。2002年 - 2003年の経済予測は、ブルガリア経済の成長が持続的なものであることを示唆した一方、政府は未だ高い失業率や低い生活水準に直面した。
2004年には生活水準が1990年のレベルにまで回復した。また同年6月には欧州連合との加盟交渉を終え、2007年1月1日に正式加盟した。欧州共通通貨ユーロは導入されていないが、自国通貨レフ（レバ）にユーロとの固定相場制（カレンシーボード制）を適用して価値を安定させている。
2014年6月、国内3位のファースト・インベストメント・バンクと4位のコーポレート・コマーシャル・バンクの2行で、疑わしい取引に関与しているとの報道や噂が引き金となり、取り付け騒ぎが起きた。プレブネリエフ大統領は29日に緊急会見し、風評であると主張した。政府は緊急融資をEUに要請、EUは33億レヴァの緊急信用枠を承認した。
教育水準が高く人件費が安いため、IT産業などで西欧諸国からのアウトソーシング受託が成長しており、政府ではIT技術者の所得税をゼロとしたり首都にテナント料の安いビルを用意するなどのサポートを行っている。

### 産業
ブルガリアで最も発展している分野は、エネルギー、機械工学、食品産業、化学産業、建築資材製造業、冶金である。主力となっている産業では重工業と軽工業が発達しており、2006年時点のGDPのデータでは全体の 32.1%に貢献していた。また、鉱工業生産の伸び率は2016年最後の四半期に大幅に加速し、12月には前年比6.95％の伸びに達し、2014年5月以来の高水準となった。
これにより工業は、国内においては商業に次いで2番目の重要部門となっている面が顕著である。2016年の産業部門の月平均成長率は年率 2.67%であった。

### 農業

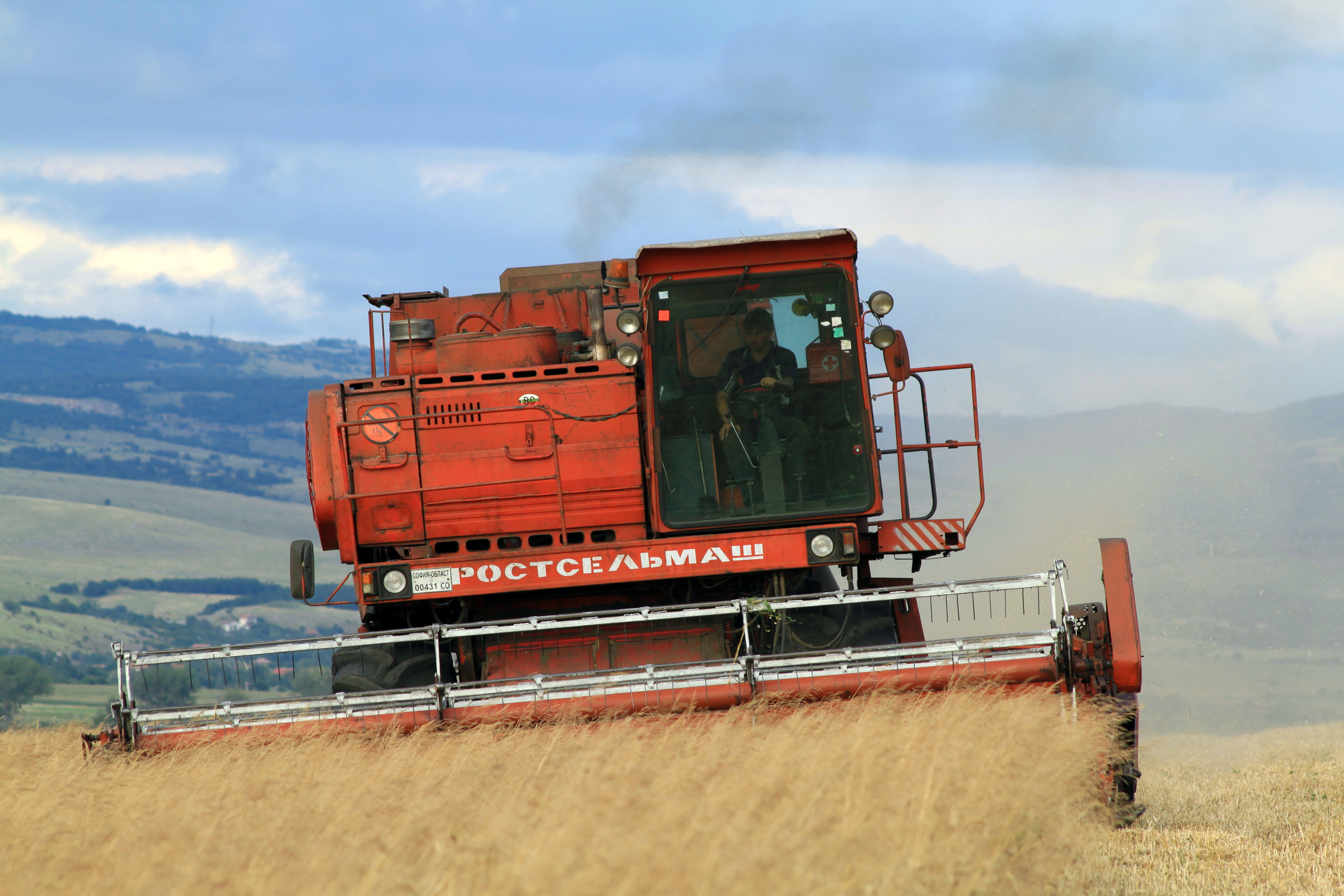
スリヴニツァ近郊でのコムギ収穫の様子。ブルガリアの国土面積の約 43%は耕地となっている

### 観光
観光業は同国経済の主要部門の1つとなっている。2016年、ブルガリアには1,060万人の観光客が訪れており、ギリシャ、ルーマニア、イタリアの 3か国からの旅行者が、訪問者全体の 38%近くを占めていた。

## 交通

ブルガリアの道路地図

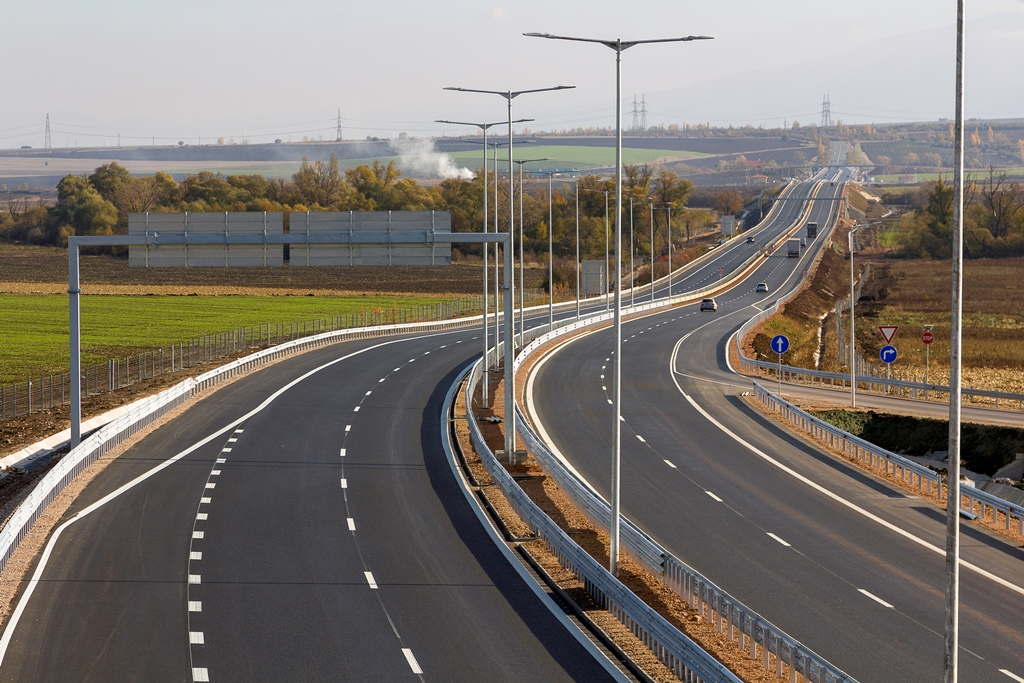
スリヴニツァの欧州高速道路(A6)

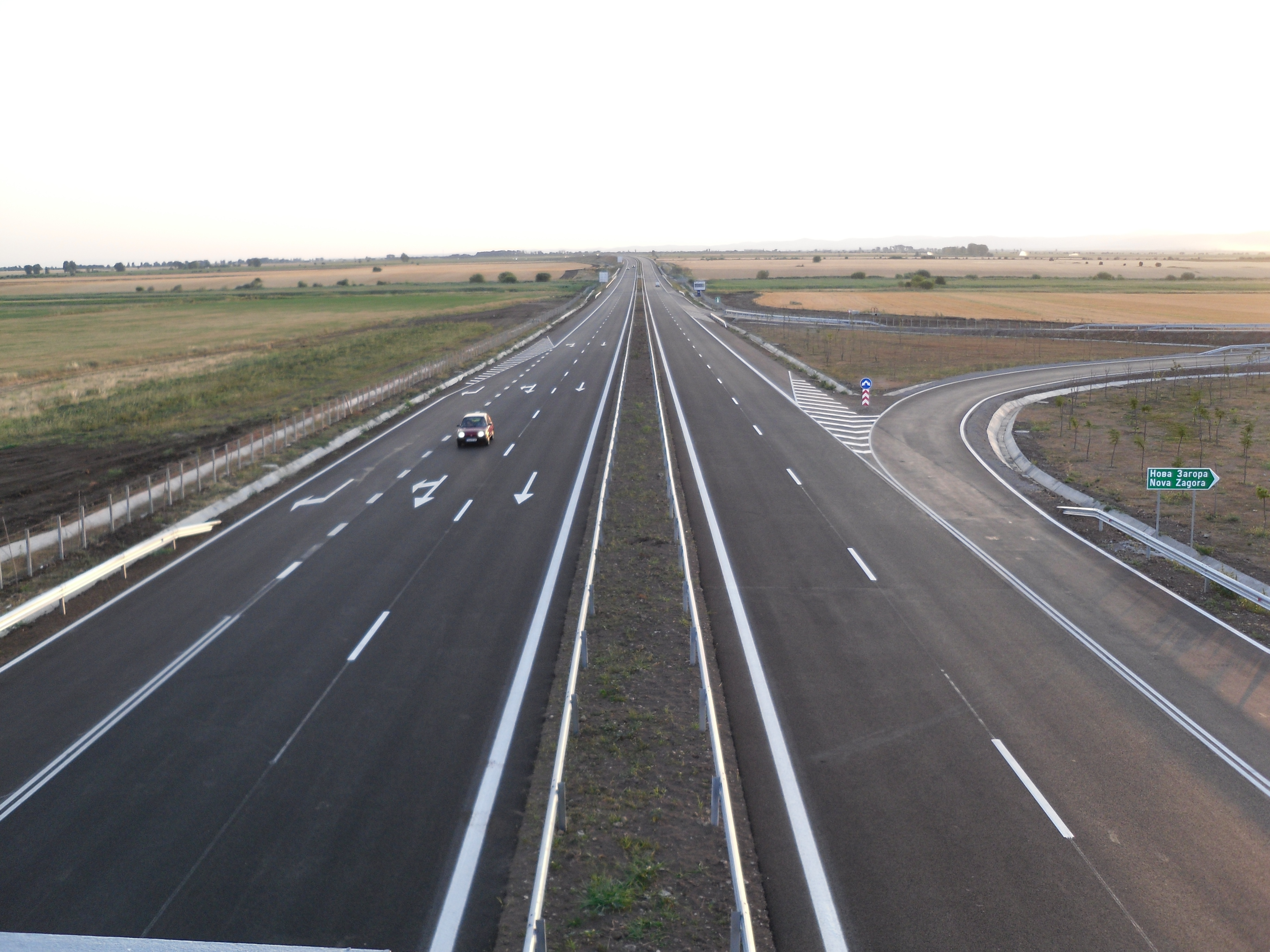
トラキア高速道路（A1）

ブルガリアの交通は道路が主体となっている。2024年3月付で、空路と海路に限りシェンゲン圏へ参加が決定。多くの欧州国家との間で、出入国が自由になる。

### 鉄道

ブルガリアの鉄道地図

ブルガリアには 4,294㎞の鉄道が建設されている。標準軌間は世界で最も一般的な1435mmが使用される。

## 科学技術
研究開発費はGDPの0.78%に相当し、公的研究開発資金の大半はブルガリア科学アカデミー（BAS）に提供されている 。

## 国民

### 民族
| 民族構成（ブルガリア） | 民族構成（ブルガリア） | 民族構成（ブルガリア） | 民族構成（ブルガリア） | 民族構成（ブルガリア） |
| ---------------------- | ---------------------- | ---------------------- | ---------------------- | ---------------------- |
|                        |                        |                        |                        |                        |
| ブルガリア人           | ブルガリア人           |                        | 84.57%                 | 84.57%                 |
| ブルガリア・トルコ人   | ブルガリア・トルコ人   |                        | 8.40%                  | 8.40%                  |
| ロマ人                 | ロマ人                 |                        | 4.41%                  | 4.41%                  |
| その他                 | その他                 |                        | 1.31%                  | 1.31%                  |
| 無回答                 | 無回答                 |                        | 1.31%                  | 1.31%                  |

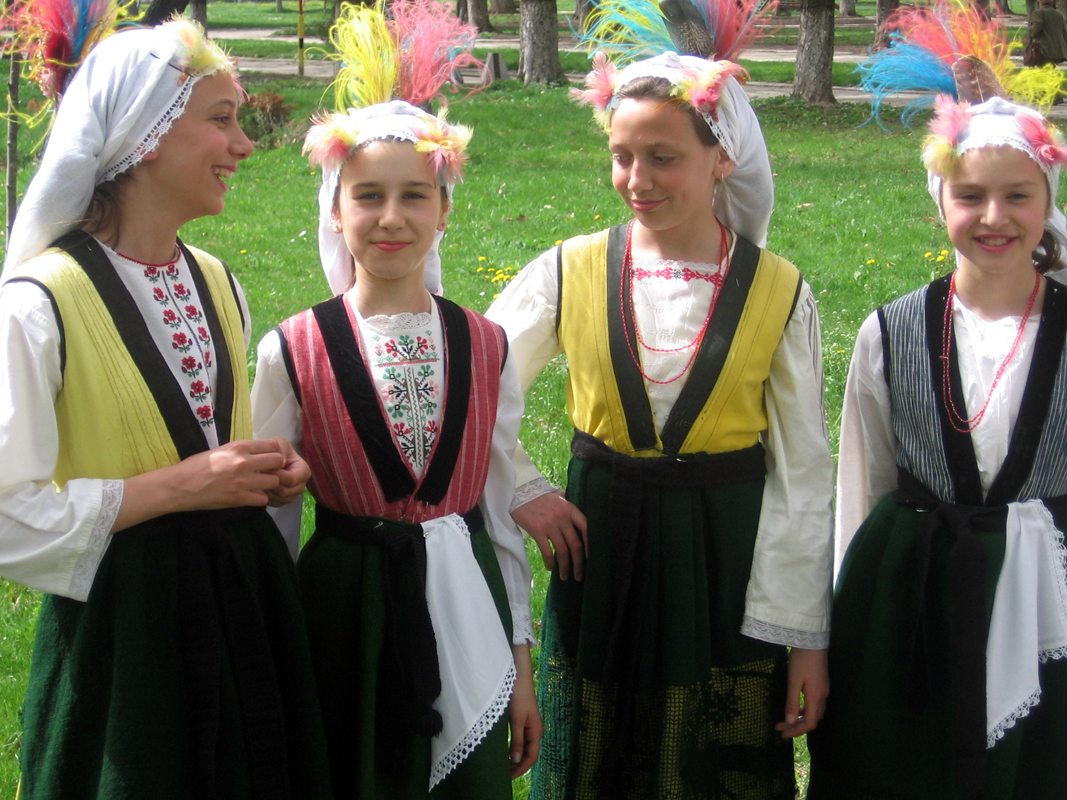
伝統的な衣装をまとったブルガリア女性（ブラゴエヴグラト）

2021年の国勢調査によると、ブルガリアの民族構成はブルガリア人が84.57%、トルコ人が8.40%、ロマ人が4.41%などとなっている。ロマ人は、ブルガリアの全人口の約10%を占めており、もしくは世界銀行による推計では、人口に占めるロマ人の割合は約9%から約11%に達するとみられており、約75万人いる。

### 言語
言語は、南スラヴ系のブルガリア語が公用語である。2015年現在EU公用語において唯一キリル文字を使用する言語である。このほか、トルコ語やロマ語の話者がいる。

### 婚姻
婚姻後の姓は、自己の姓（夫婦別姓）あるいは相手の姓（夫婦同姓）を用いる、あるいは相手の姓を付加することが可能である。

#### 独身・未育児者への課税
ソ連の衛星国で共産主義国であったブルガリア人民共和国時代の1968年から1988年まで母子への経済援助と託児所などの福祉施設の維持や二人以上産んだ夫婦への社会保障の拡大に充てる目的で独身の女子には免除がある形の「独身者」・「偽装結婚対策の結婚5年以降の未育児者」を課税対象とした制度が存在していた。この税は『独身税』として出生率には無意味だったとの批判がされているが、ブルガリアの合計特殊出生率の統計での推移を見ると前年の2.02から導入年には急激に2.27まで増加、1972年のみあった激減V字時以後も2.03以上を1981年に2.0になるまで維持している。1982年以降の冷戦末期も合計特殊出生率の最低が1987年の1.96で、制度廃止1988年時の1.98は廃止後のブルガリアでは未だにこの出生率を越えられていない。それが1988年に制度が廃止された後は、1997年まで毎年激減していって1.0になった。1988年までは2人以上の子供を育てている夫婦には『幼児手当の増額・託児所や保育所の無償化・妊娠から出産前後までの有給休暇の更なる延長・子供の成人までの手厚い児童手当』などの大きな政府の高負担高福祉社会保障政策が制度の恩恵としてあった。その後の不景気の回復後も出生率が廃止前に全く届かないのには、その『子育て保証』が廃止で喪失されたことで出生率の減少への抑止力が無くなったことが理由だと指摘されている。翌1998年から反転して2009年には廃止以降では最高の1.66を記録した後は再び下落して低迷をしている。2015年には1.53であり、2010年以降は1.4後半〜1.5前半の出生率を行き来している廃止後の現状からインセンティブとして出生率の減少への遅延効果が出生率の統計から証明されたことで無意味では無かったと結論付けられている。
なお、2016年現在、ブルガリアで誕生した新生児のうち非嫡出子の割合は58.6%となっており、出産や子育てが必ずしも婚姻制度に頼ったものではないことが示されている。

### 宗教
| 宗教構成（ブルガリア） | 宗教構成（ブルガリア） | 宗教構成（ブルガリア） | 宗教構成（ブルガリア） | 宗教構成（ブルガリア） |
| ---------------------- | ---------------------- | ---------------------- | ---------------------- | ---------------------- |
|                        |                        |                        |                        |                        |
| キリスト教             | キリスト教             |                        | 71.5%                  | 71.5%                  |
| イスラム教             | イスラム教             |                        | 10.8%                  | 10.8%                  |
| 無宗教・無回答         | 無宗教・無回答         |                        | 12.4%                  | 12.4%                  |

キリスト教が71.5%、イスラム教が10.8%、無宗教および無回答が12.4%である（2021年国勢調査より）。キリスト教はブルガリア正教会、カトリック、プロテスタントのほか、ロシア正教古儀式派の流れを汲むロシア古正教会 (Русская древлеправославная церковь) の信者も少数ながら存在し、教会が1つある。

### 教育

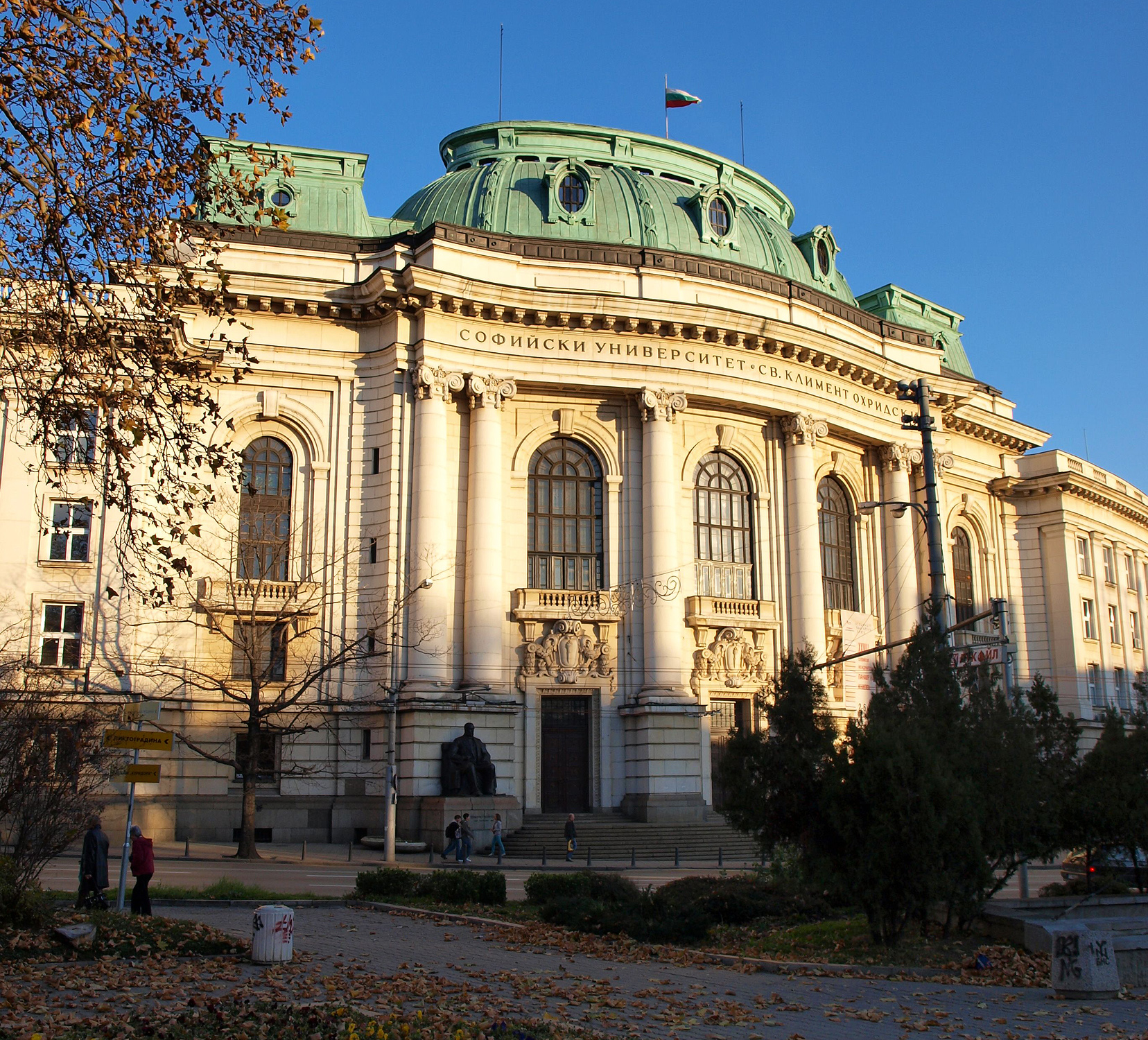
ソフィア大学

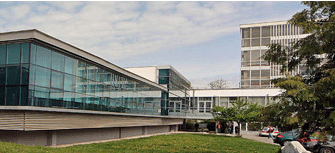
新ブルガリア大学のキャンパス

義務教育は4歳から16歳までとなっている。国営の学校での教育は、高等教育学校、短大、大学を除いて無料とされている。

## 社会

### 習慣
ブルガリアでは、「はい」の意思表示として首を横に振り「いいえ」として首を縦に振る。一方、国際的な習慣と同じく、「はい」で首を縦に振り「いいえ」で首を横に振るケースも増えている。

## 治安
ブルガリアの治安は現時点において安定しているとは言い切れない。同国内務省の発表では、2019年での犯罪の総認知件数は89,742件となっていで前年比で7.2％減少、近年に至っては犯罪の減少傾向が続いており、同年の犯罪総認知件数は2010年の約6割まで減少しているものの、人口10万人当たりの犯罪発生率を日本と比較すると依然として2倍以上あり、殺人は約4倍、強盗は約14倍と、凶悪犯罪の発生率が日本より非常に高い状況が続いている。なお、前年である2018年時のブルガリアにおける殺人率は人口10万人当たり3.8人だった。2016年には、ブルガリアで合計1,055件の殺人事件が発生している。更に地域別では首都ソフィア市や黒海沿岸のブルガス県及びヴァルナ県などで、ブルガリア国内の平均よりも高い犯罪発生率となっている。加えて銃を不法に入手することが容易なため、それを使用したマフィアの抗争と見られる殺人事件や不法所持者による強盗事件などの凶悪犯罪が発生している。
一方、ブルガリアでは汚職が問題となっている。2011年の調査では医師、警察官、税関職員、裁判官と関わったブルガリア人の4人に1人が問題の解決のために金銭や贈呈物、見返りを申し出たことが明らかになった。ブルガリアの刑法では多くの種類の汚職が禁止されているが、法律の執行は弱いものとなっている。

### 法執行機関
内務省（MIA）が主体となっており、国家警察(GDNP) と組織犯罪対策総局（GDBOP）が同省の傘下で活動している。

## マスコミ
テレビ放送や新聞ならび雑誌は、国営企業と営利企業の両方によって運営されている。同国憲法においては言論の自由が保証されるものとなっている。

## 文化
同国はキリル文字発祥の国である。

### 食文化
ブルガリアの料理は、周辺のバルカン半島諸国と類似するものが多く、ひき肉料理や煮込み料理、シレネと呼ばれるヤギの乳からつくられるチーズ、ヨーグルトなどが代表的。ヨーグルトに相当する醗酵乳食品は他の国にも存在するが、ブルガリアのヨーグルトが日本のみならず世界的に有名になっている。これはロシアの微生物学者イリヤ・メチニコフが、ヨーグルトは長寿に効果があるとしてヨーロッパ中に広めたからである。

### 文学
自由化後、ブルガリアの文学は欧州主要国の文壇にあったロマン主義や象徴主義のスタイルを受容した。20世紀以後、en:Ivailo Petrov、en:Emiliyan Stanev、en:Ivan Vazov、en:Pencho Slaveykov、en:Peyo Yavorov、en:Yordan Radichkov、ツヴェタン・トドロフらが知られている。1981年にブルガリア出身のエリアス・カネッティがノーベル文学賞を受賞した。

### 音楽

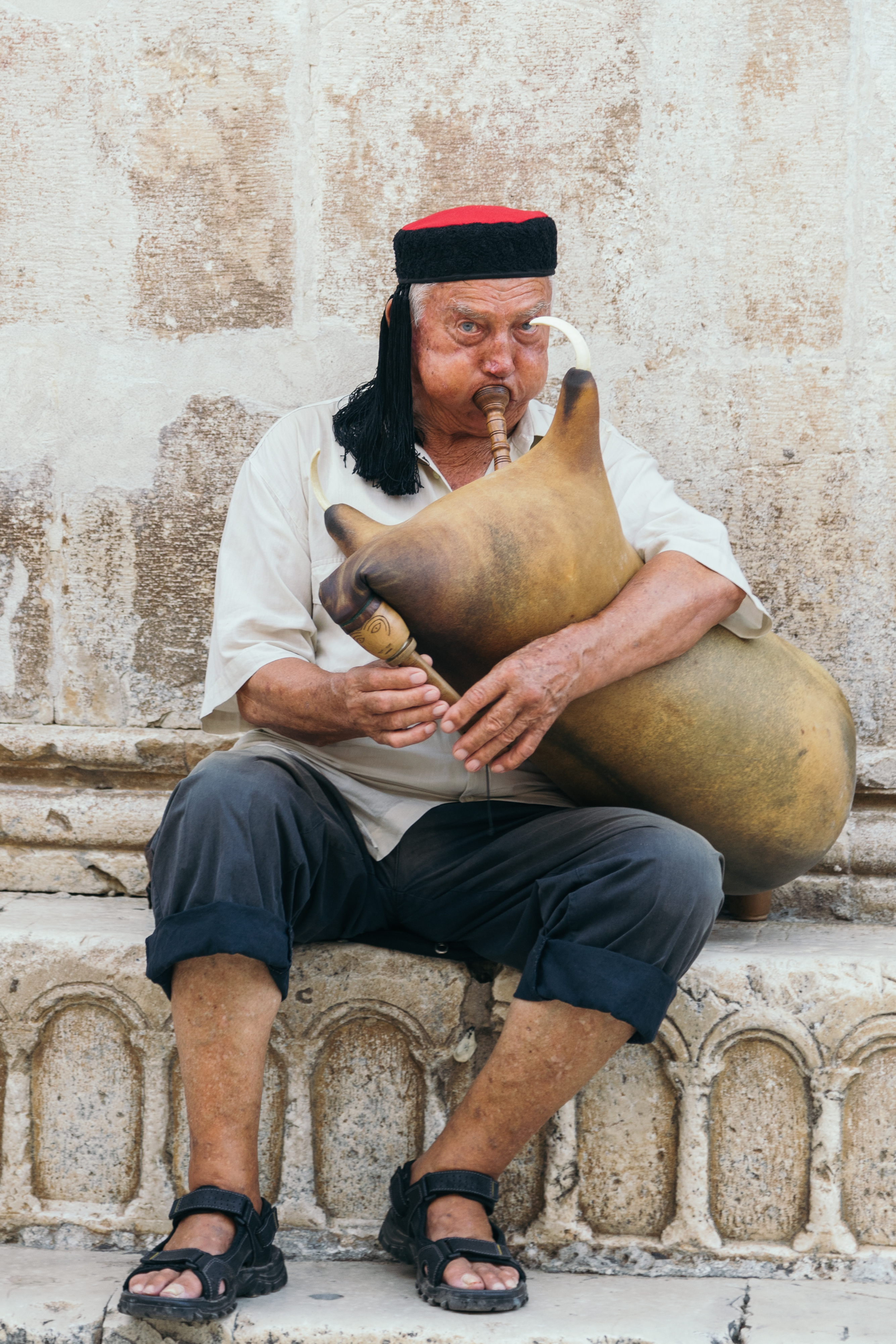
ヤギの皮で作られた伝統楽器ガイダを演奏している様子

ブルガリアの音楽は、ギリシャ、トルコなどの周辺地域やロマの影響を受け入れながら発展を遂げた。民俗音楽にはヤギの皮で作られた吹奏楽器「ガイダ」などが用いられる。

### 服飾

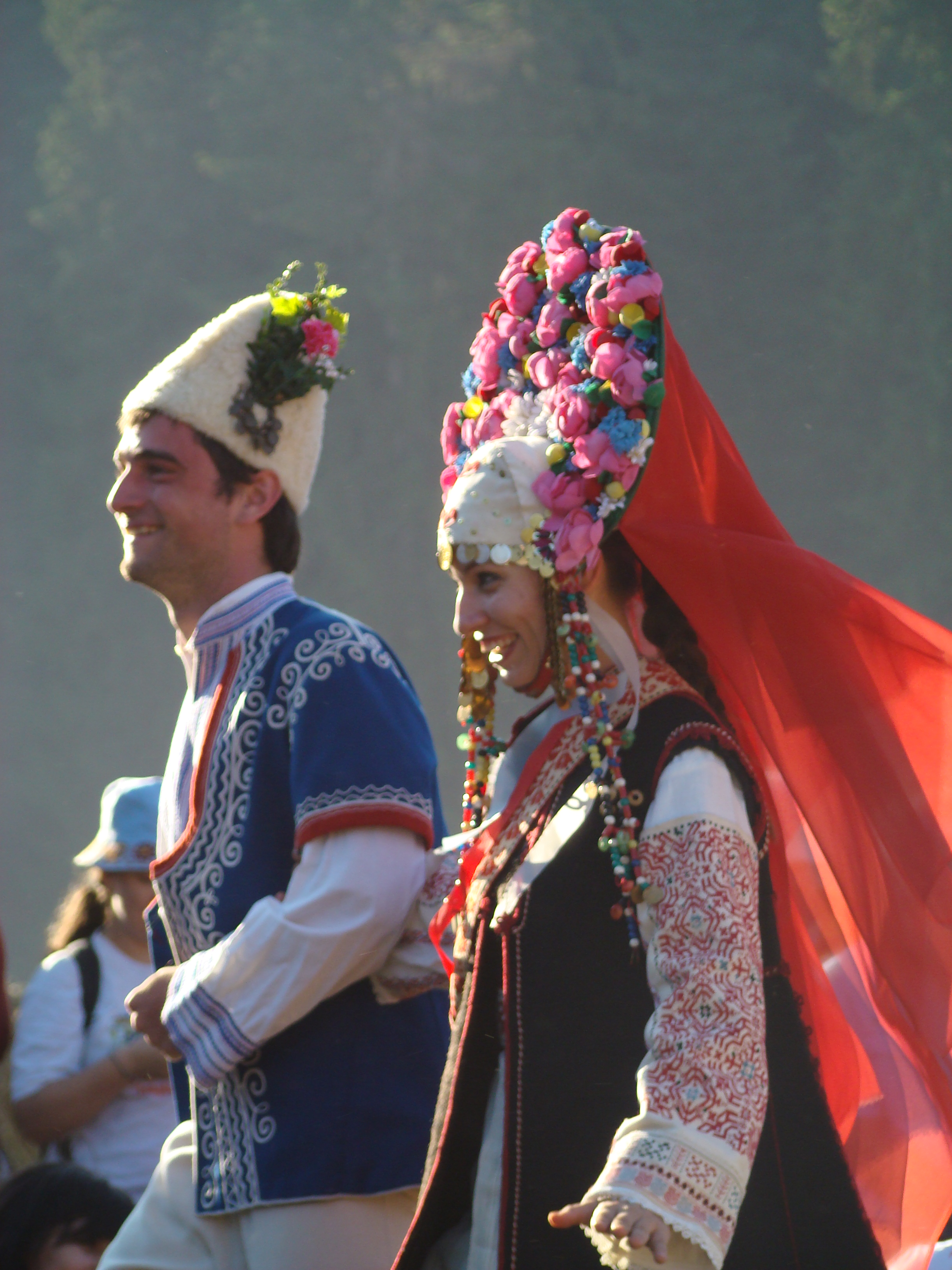
ブルガリアの民族衣装を纏った若い男女

ブルガリアの伝統衣装は多様で、同国の各民族地域には独特の仕様がある。ブルガリアの民族衣装は、ブルガリア民族復興運動から20世紀半ばにかけて登場している。
同民族復興運動の間、ブルガリア人は民族衣装を自分たちで考案・製造していた。
ブルガリア人は伝統衣装を「ノシャ」（носия，nosiya）と呼んでいる。

### 建築
ブルガリアの領土には、古来から様々な時代で多様な民族によって建てられた多彩な建築記念碑が豊富に揃った状態で現存している一面がある。

### 世界遺産

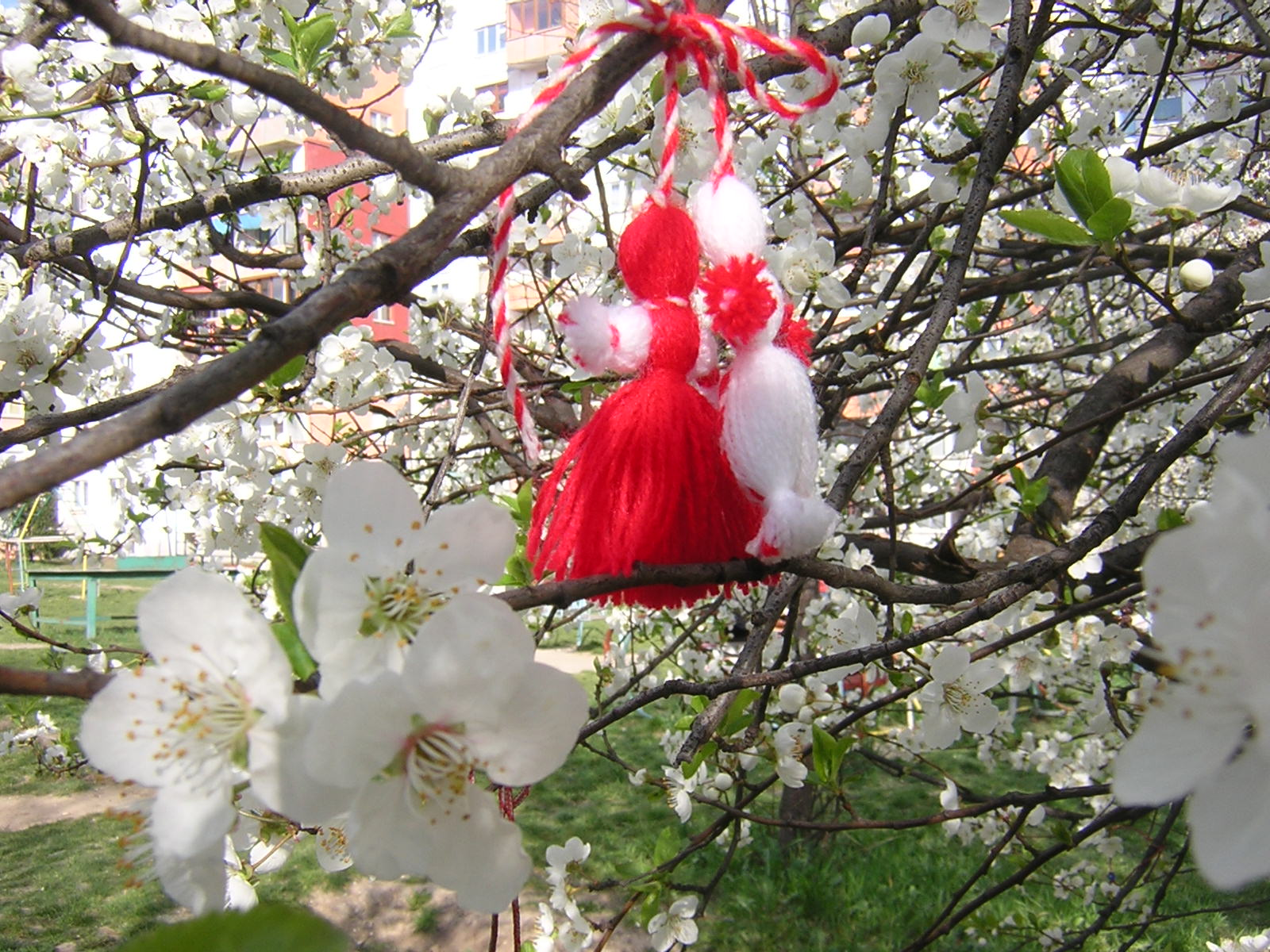
赤白の羊毛の糸で作った人形 マルテニツァ。
ブルガリアの伝統的な人形で、3月1日に親しい人たちに贈りあい。手首に巻いたりなど、なにかしらの形で身に着けた後、コウノトリの飛来時期に花が咲いて実がなる木の枝に結ぶ風習がある。
2017年ユネスコ無形文化遺産「3月1日に関連する文化的慣習」として登録された。

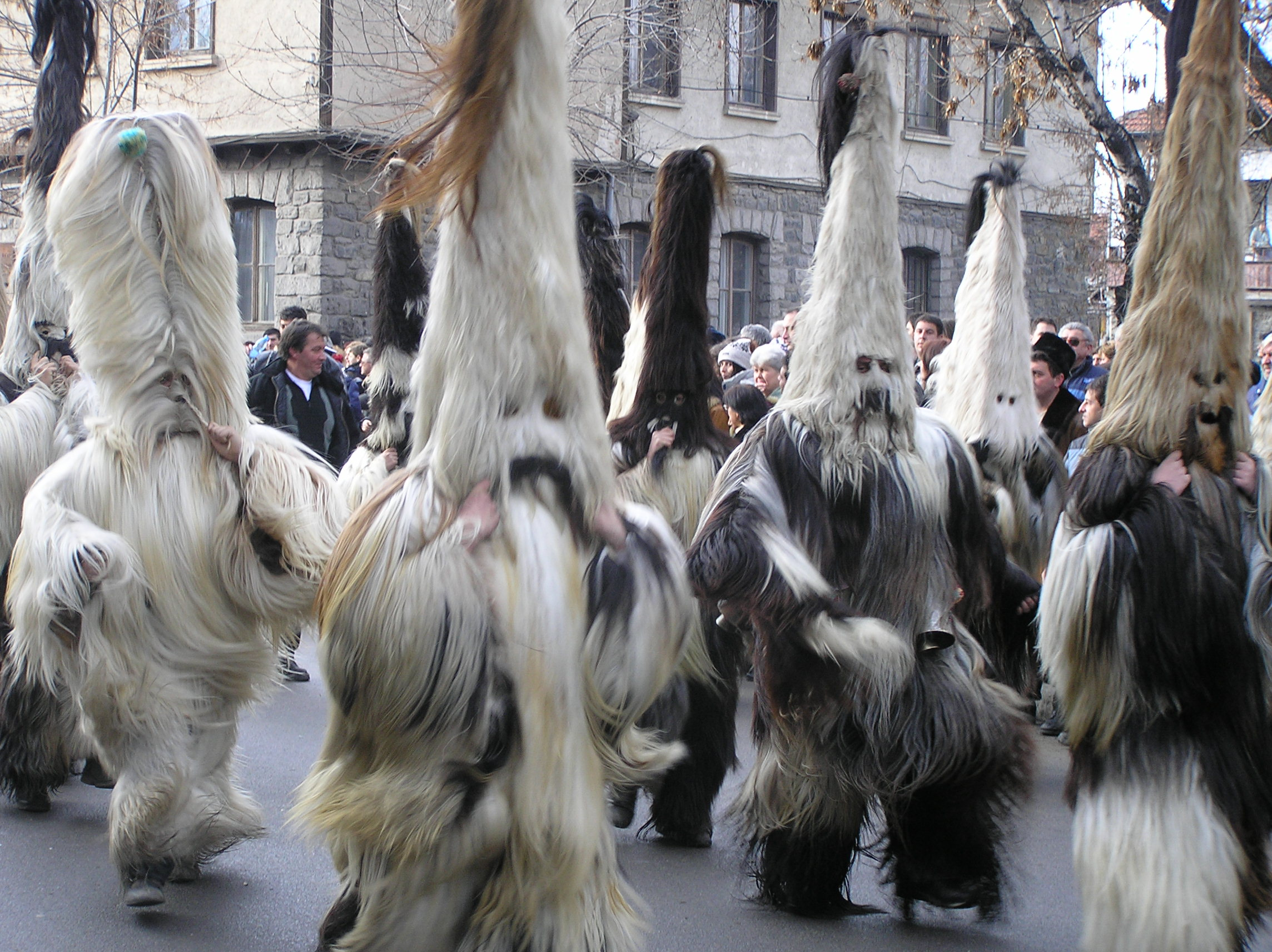
紀元前から続く冬の仮装行事スルヴァに登場するクケリ。
スルヴァは2015年、無形文化遺産に指定された。

ブルガリア国内には、ユネスコの世界遺産リストに登録された文化遺産が7件、自然遺産が2件存在する。

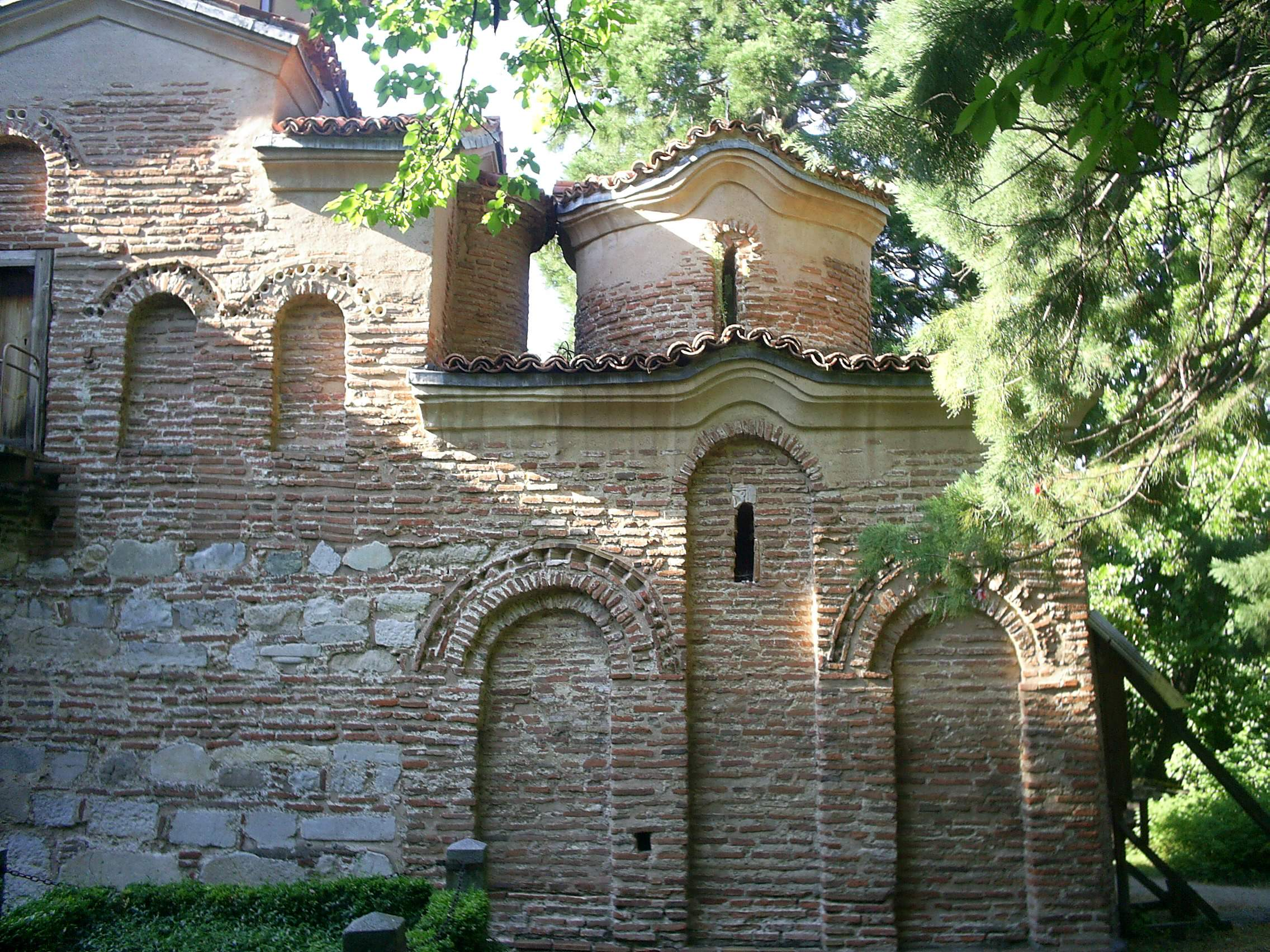
ボヤナ教会 -（1979年）
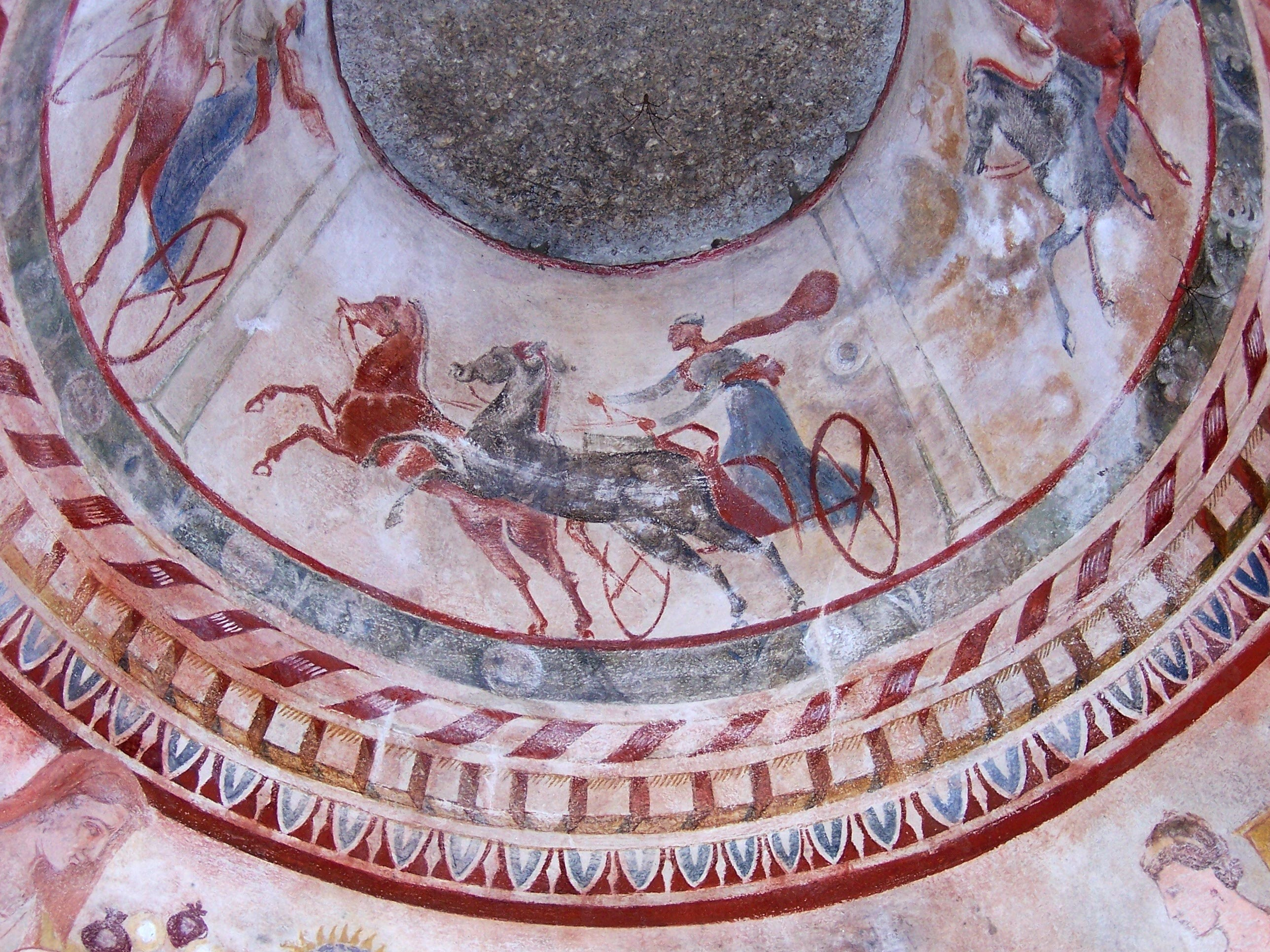
カザンラクのトラキア人の墳墓 -（1979年）
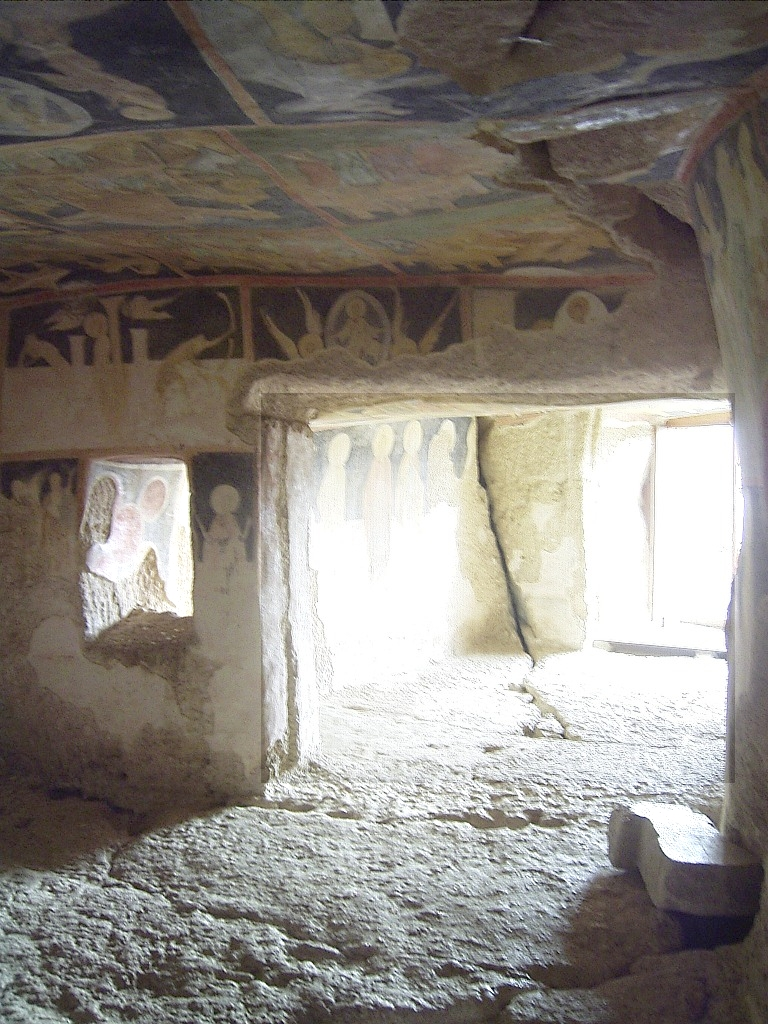
イヴァノヴォの岩窟教会群 -（1979年）
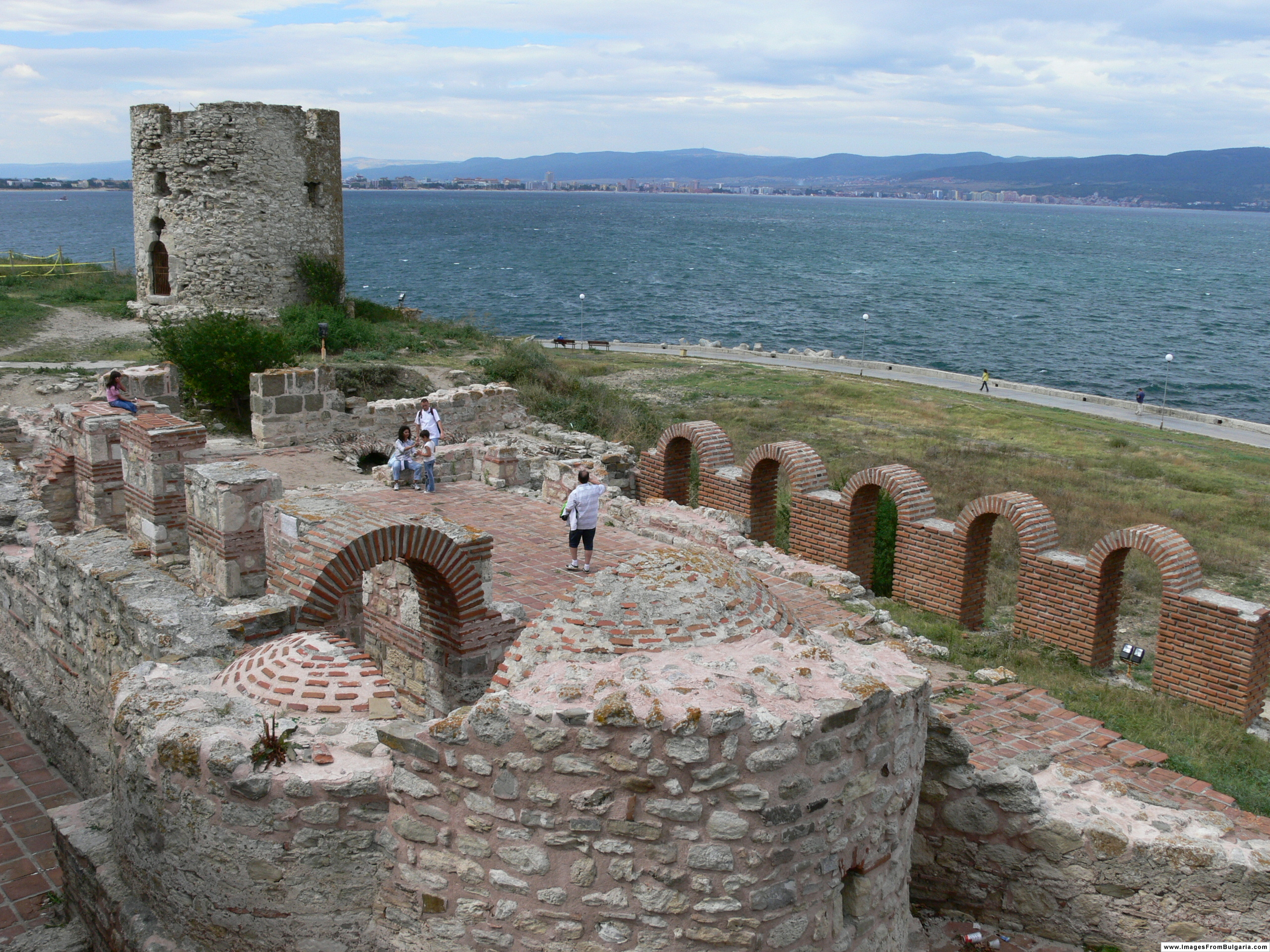
ネセバルの古代都市 -（1983年）
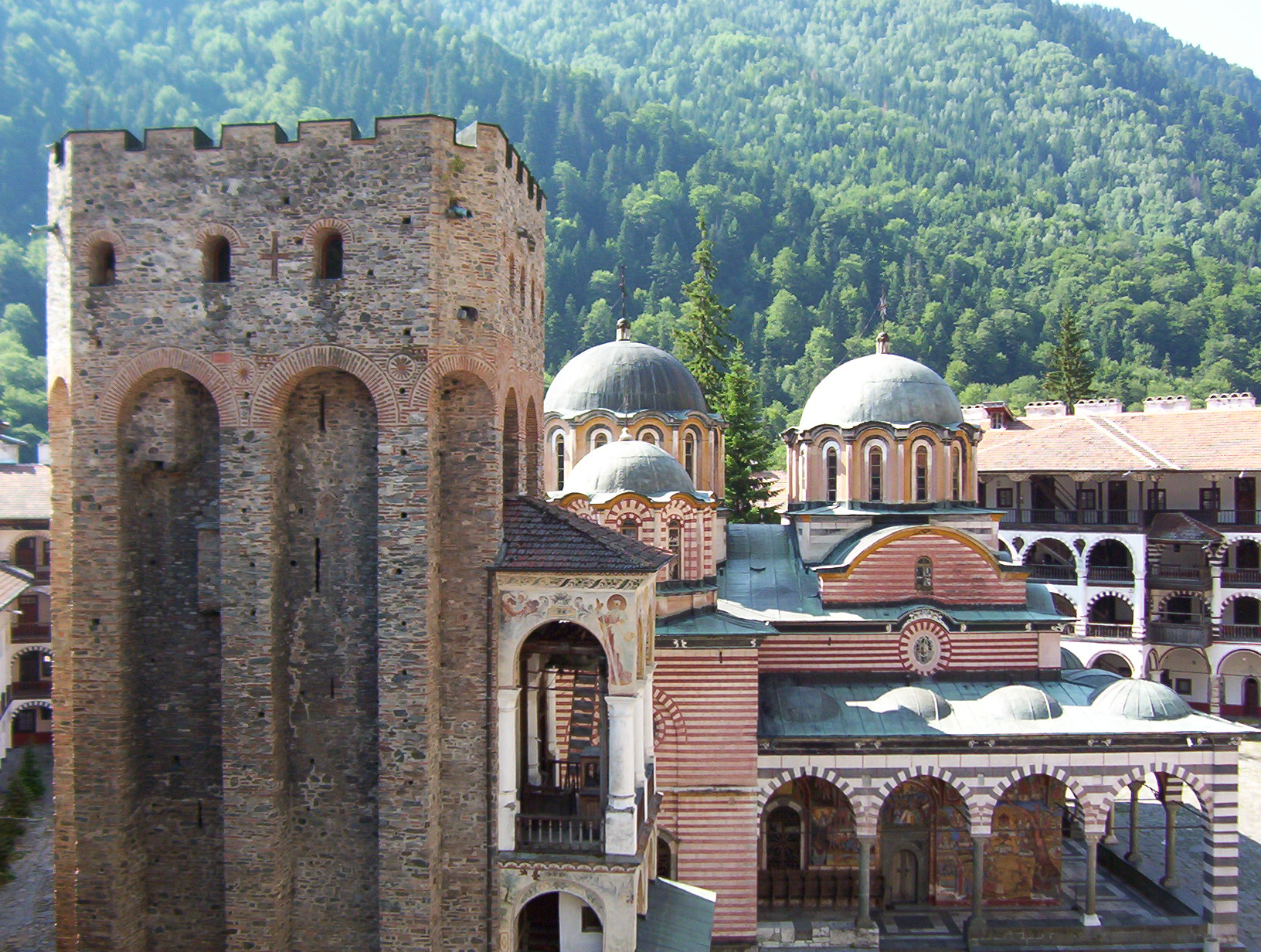
リラ修道院 -（1983年）
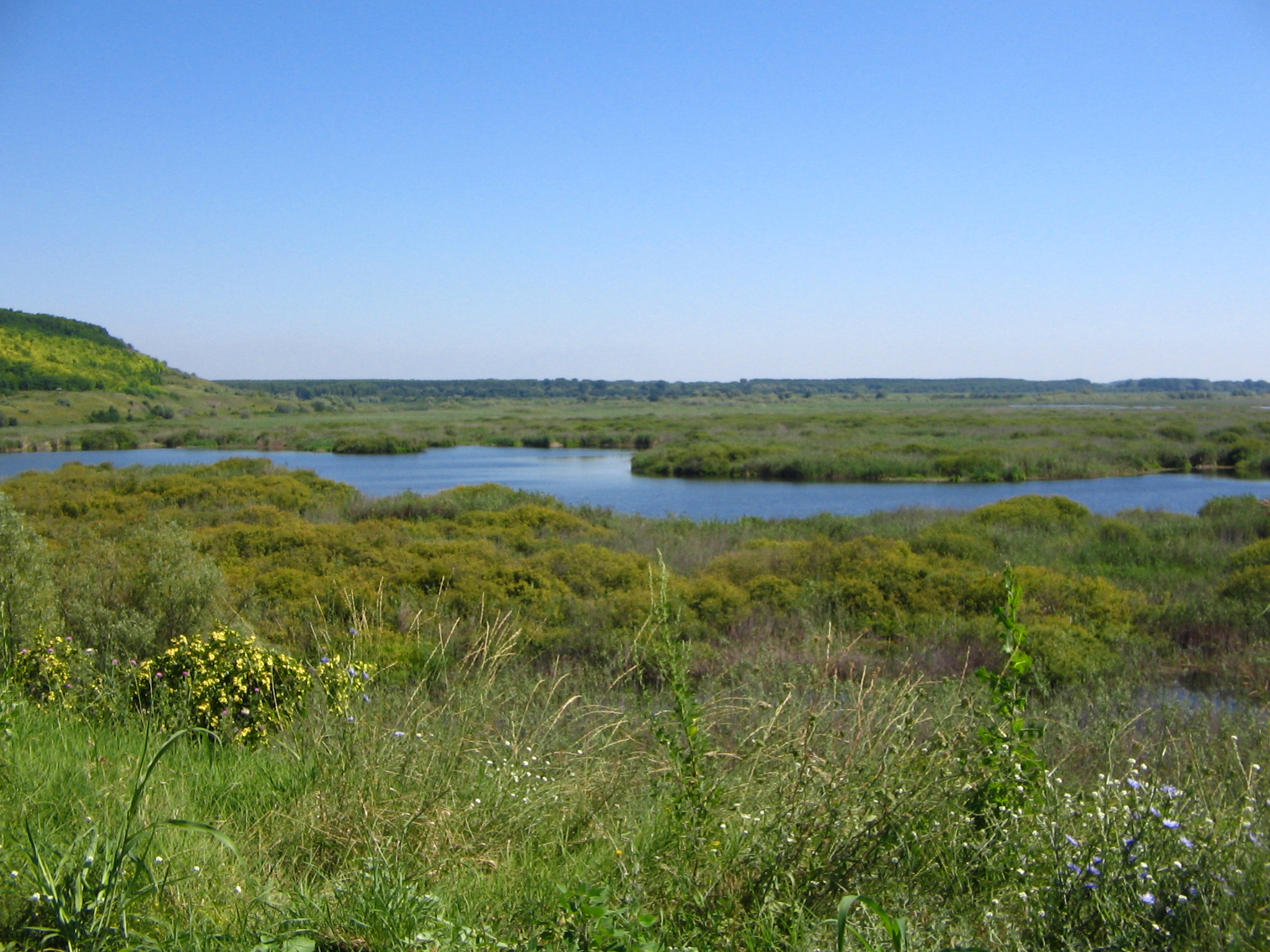
スレバルナ自然保護区 -（1983年）
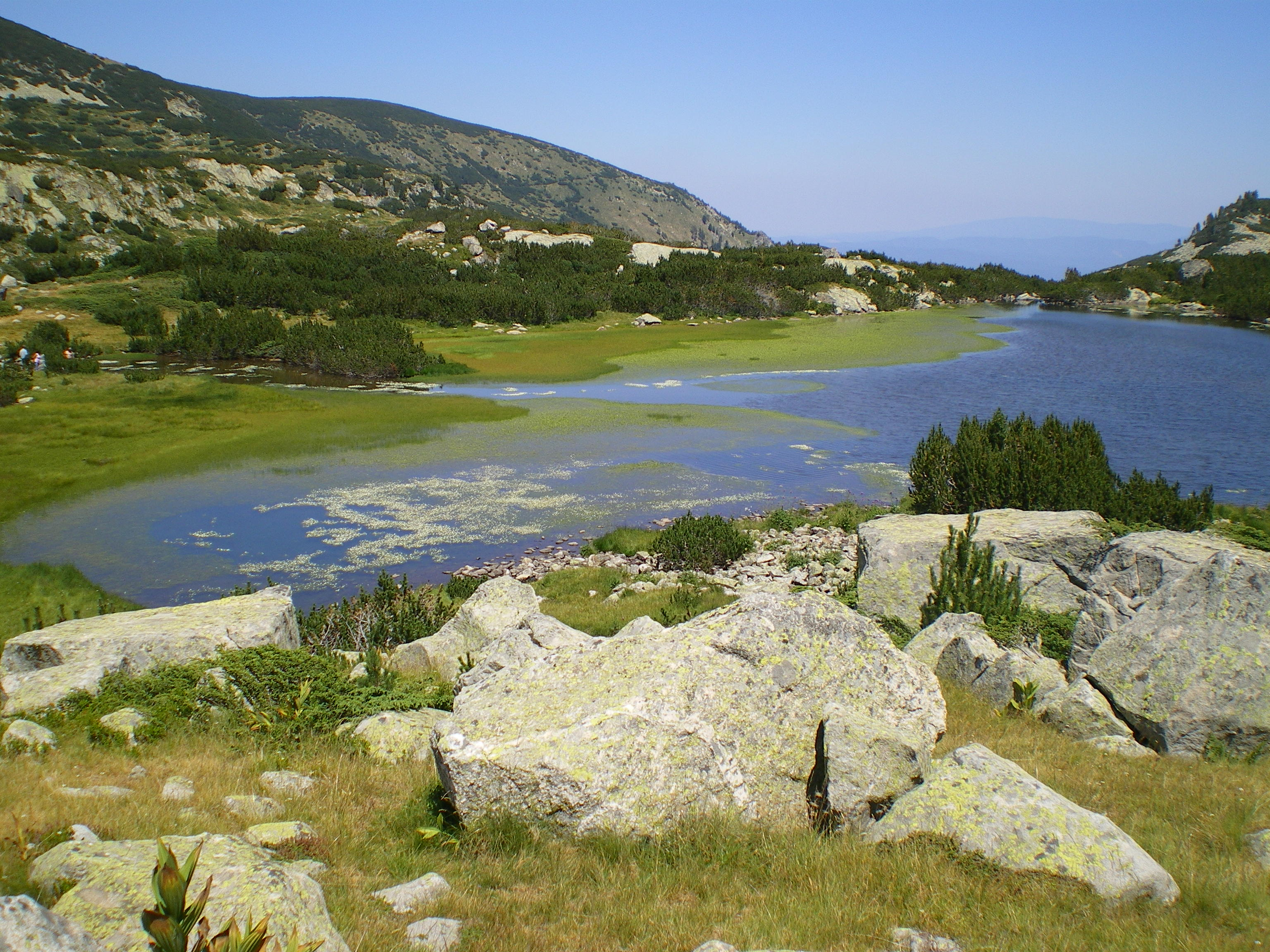
ピリン国立公園 -（1983年）
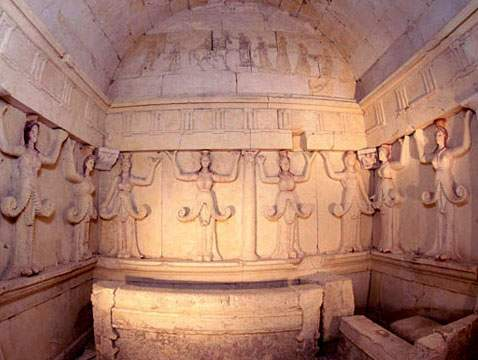
スヴェシュタリのトラキア人の墳墓 -（1985年）

### 祝祭日
| 日付                     | 日本語表記                               | ブルガリア語表記                                                 | 備考                                                 |
| ------------------------ | ---------------------------------------- | ---------------------------------------------------------------- | ---------------------------------------------------- |
| 1月1日                   | 元日                                     | Нова година                                                      |                                                      |
| 3月3日                   | 民族解放記念日                           | Ден на Освобождението на България от османско иго                | 1878年の自治公国化を記念。ブルガリアの解放も参照     |
| 3月から5月、年により移動 | 正教会の聖大金曜日・聖大土曜日、復活大祭 | Велики петък, Велика събота и Великден                           |                                                      |
| 5月1日                   | メーデー                                 | Ден на труда и на международната работническа солидарност        |                                                      |
| 5月6日                   | 聖ジョージの日                           | Гергьовден, ден на храбростта и Българската армия                |                                                      |
| 5月24日                  | ブルガリアの教育と文化とスラヴ文学の日   | Ден на българската просвета и култура и на славянската писменост |                                                      |
| 9月6日                   | 統一記念日                               | Ден на Съединението                                              | 1885年の東ルメリア併合を記念。ブルガリアの統一も参照 |
| 9月22日                  | 独立記念日                               | Ден на независимостта на България                                | 1908年の完全独立を記念。ブルガリア独立宣言も参照     |
| 12月1日                  | 建国記念日                               | Ден на националната фондация                                     |                                                      |
| 12月24日                 | クリスマス・イヴ                         | Бъдни вечер                                                      |                                                      |
| 12月25日・12月26日       | クリスマス                               | Рождество Христово                                               | ブルガリアではクリスマスを2日間祝う事になっている    |

## スポーツ

### サッカー
ブルガリア国内ではサッカーが圧倒的に1番人気のスポーツとなっており、1924年にプロサッカーリーグのファースト・プロフェッショナル・フットボールリーグが創設された。リーグの都市別優勝回数では、首都・ソフィアをホームタウンとするクラブ（CSKAソフィアやレフスキ・ソフィア、スラヴィア・ソフィアなど）が通算70回優勝している。
ブルガリアサッカー連合（BFS）によって構成されるサッカーブルガリア代表は、FIFAワールドカップには7度出場しており1994年大会ではベスト4の成績を収めた。UEFA欧州選手権には2度出場しているが、いずれもグループリーグ敗退となっている。著名な選手としては、フリスト・ストイチコフやスティリアン・ペトロフ、ディミタール・ベルバトフなどが存在する。中でも、ベルバトフは2008年にブルガリア人選手として史上最高額の3200万ポンド（約60億円）となる移籍金で、プレミアリーグのマンチェスター・ユナイテッドに移籍を果たした。

### オリンピック
ブルガリアは2022年北京冬季五輪までに、夏季オリンピックでは金メダル54個を含む通算224個のメダルを獲得している。冬季オリンピックは金メダル1個を含む通算6個のメダルと、夏季大会に比べると振るわない。また、重量挙げとレスリングの強豪国として知られており、ブルガリアの競技別のメダル獲得数では抜きん出ている。